# Vincent van Gogh
Vincent Willem van Gogh (holandês: [ˈvɪnsɛnt ˈʋɪləm vɑn ˈɣɔx] ( ouça); Zundert, 30 de março de 1853 – Auvers-sur-Oise, 29 de julho de 1890) foi um pintor pós-impressionista neerlandês. Considerado uma das figuras mais famosas e influentes da história da arte ocidental, criou mais de dois mil trabalhos ao longo de pouco mais de uma década, incluindo 860 pinturas a óleo, grande parte das quais, concluídas nos seus últimos dois anos de vida. As suas obras incluem paisagens, natureza-morta, retratos e autorretratos, caracterizados por cores dramáticas e vibrantes, além de pinceladas impulsivas e expressivas, que contribuíram para as fundações da arte moderna e trouxeram distinção para o estilo do pintor.
Nascido numa família de classe média alta, Van Gogh começou a desenhar ainda criança, sendo descrito como uma pessoa séria, quieta e pensativa. Trabalhou como vendedor de arte quando jovem e viajava frequentemente. Porém, entrou em depressão depois de ser transferido para Londres. Eventualmente, Van Gogh acabou por se voltar para a religião, tendo passado algum tempo como missionário protestante na Bélgica. Ao longo dos anos enfrentou problemas de saúde e solidão, até começar a pintar em 1881, tendo-se mudado para casa dos seus pais. O seu irmão mais novo, Theo, apoiou-o financeiramente e os dois mantiveram uma duradoura e prolífica correspondência ao longo da vida de ambos. Os seus primeiros trabalhos exploravam o tema da natureza-morta e retratos da vida no campo. Em 1886, Van Gogh mudou-se para Paris onde se encontrou com vanguardistas como Émile Bernard e Paul Gauguin, que se opunham à sensibilidade impressionista. Lá, à medida que produzia suas obras, criou uma nova abordagem às naturezas-mortas e às paisagens, com suas pinturas a assumir cores mais vivas enquanto desenvolvia um estilo que se estabeleceu por completo em 1888, durante a sua estadia em Arles. Durante esse período, o pintor também ampliou seus temas que passaram a incluir oliveiras, ciprestes, campos de trigo e girassóis.
Durante a sua vida, Vincent teve episódios psicóticos e delírios, temendo pela sua estabilidade mental e negligenciando frequentemente a sua saúde física, por um lado, ao não manter uma alimentação regular e, por outro lado, bebendo muito. Sua amizade com Gauguin terminou numa briga que culminou com um ataque de fúria de Van Gogh, durante o qual, cortou parte de sua própria orelha esquerda com uma lâmina. Acabou por passar algum tempo internado em vários hospitais psiquiátricos, incluindo o período passado no Saint-Rémy-de-Provence. Depois de ter recebido alta, ficou sob os cuidados do médico homeopata Paul Gachet, mudando-se para o vilarejo de Auvers-sur-Oise.
Não tendo obtido sucesso nem reconhecimento durante sua vida, Van Gogh era encarado como um louco e um fracassado, conquistando alguma fama apenas após seu suicídio. O agravamento do seu estado de depressão, levou o pintor a disparar um revólver contra o seu próprio peito no dia 27 de julho de 1890, vindo a falecer na sequência dos ferimentos causados apenas dois dias depois. Com o passar do tempo, Van Gogh passou a existir na imaginação pública como a essência do génio incompreendido, o artista no qual "os discursos sobre loucura e criatividade convergem". A sua reputação começou a crescer no início do século XX, enquanto elementos de seu estilo de pintura passaram a ser incorporados pelos fauvistas e expressionistas alemães. Van Gogh alcançou grande sucesso comercial, popular e de crítica nas décadas seguintes, sendo lembrado atualmente como um pintor importante e trágico, cuja personalidade problemática tipifica os ideais românticos do artista torturado.

## Cartas
A principal fonte de informação, a qual ainda hoje nos permite ter uma maior compreensão sobre a vida e obra de Vincent van Gogh, é a correspondência trocada entre Vincent e Theo van Gogh, seu irmão mais novo. As centenas de cartas trocadas entre os dois no período compreendido entre 1872 e 1890 revelam, não só a sua duradoura amizade, como são também a única fonte documental através da qual conseguimos aceder aos pensamentos e teorias de arte de Van Gogh. Theo trabalhava como comerciante de arte e foi sempre um importante suporte financeiro e emocional para o irmão, promovendo também o acesso a figuras influentes do mundo artístico da época.
Theo guardou todas as correspondências que Van Gogh lhe enviou. Este, por seu lado, manteve apenas algumas das cartas que recebeu. Johanna van Gogh-Bonger, a viúva de Theo, providenciou a publicação de algumas dessas cartas após a morte dos dois irmãos. Outras cartas foram publicadas em 1906 e 1913, mas a maioria veio a ser publicada em 1914. As cartas de Van Gogh eram eloquentes e expressivas, tendo sido descritas também como carregadas de uma "intimidade de um diário" e semelhantes a uma autobiografia. Segundo o tradutor Arnold Pomerans, a publicação da correspondência acrescenta uma "nova dimensão para o entendimento da realização artística de Van Gogh, uma compreensão concedida por praticamente nenhum outro pintor".
Existem aproximadamente 600 cartas de Vincent para Theo e cerca de 40 de Theo para seu irmão mais velho. Há também 22 cartas escritas para a sua irmã mais nova, Wil van Gogh, 58 para o pintor Anthon van Rappard, 22 para o pintor Émile Bernard e cartas individuais para os pintores Paul Signac e Paul Gauguin e para o crítico Albert Aurier. Algumas são ilustradas com esboços. Muitas não estão datadas, porém, os historiadores foram capazes de colocar a maioria em ordem cronológica. Ainda existem problemas de transcrição e datação, principalmente nas cartas enviadas de Arles. Lá, Van Gogh escreveu perto de 200 cartas em holandês, francês e inglês. Há ainda uma lacuna nos registos, correspondente ao período em que Van Gogh viveu em Paris, já que nesta altura, os irmãos moravam juntos.

## Biografia

### Início de vida
Vincent Willem van Gogh nasceu no dia 30 de março de 1853, em Zundert, na província predominantemente católica de Brabante do Norte, no sul dos Países Baixos. Era o filho mais velho sobrevivente de Anna Cornelia Carbentus e de Theodorus van Gogh, um pastor da Igreja Reformada Neerlandesa. Van Gogh recebeu o seu nome em homenagem ao seu avô e a um irmão natimorto que nascera exatamente um ano antes. Vincent era um nome comum na família Van Gogh. O seu avô, Vincent, teve seis filhos, três dos quais se tornaram comerciantes de arte. Este Vincent também pode ter recebido o seu nome em homenagem ao seu tio-avô que tinha sido escultor.
A mãe de Van Gogh vinha de uma família próspera de Haia, enquanto seu pai era o filho mais novo de um pastor. Os dois conheceram-se quando Cornelia, a irmã mais nova de Anna, se casou com Vincent (apelidado de Cent), o irmão mais velho de Theodorus. Os pais de Van Gogh casaram-se em maio de 1851 e mudaram-se para Zundert. O seu irmão mais novo, Theodorus (apelidado de Theo), nasceu no dia 1 de maio de 1857. Existiam ainda mais um irmão chamado Cor e três irmãs: Elisabeth, Anna e Willemina (apelidada de Wil). Mais tarde, na sua vida, Van Gogh manteve o contacto apenas com Theo e Wil. A sua mãe era uma mulher rígida e religiosa, que enfatizava a importância crucial das relações familiares. O salário do seu pai era modesto, porém, a igreja fornecia aos Van Gogh uma casa, uma criada, dois cozinheiros, um jardineiro, uma carruagem e um cavalo, sendo que, Anna sempre procurou incutir nos filhos o dever de manter a alta posição social da família.

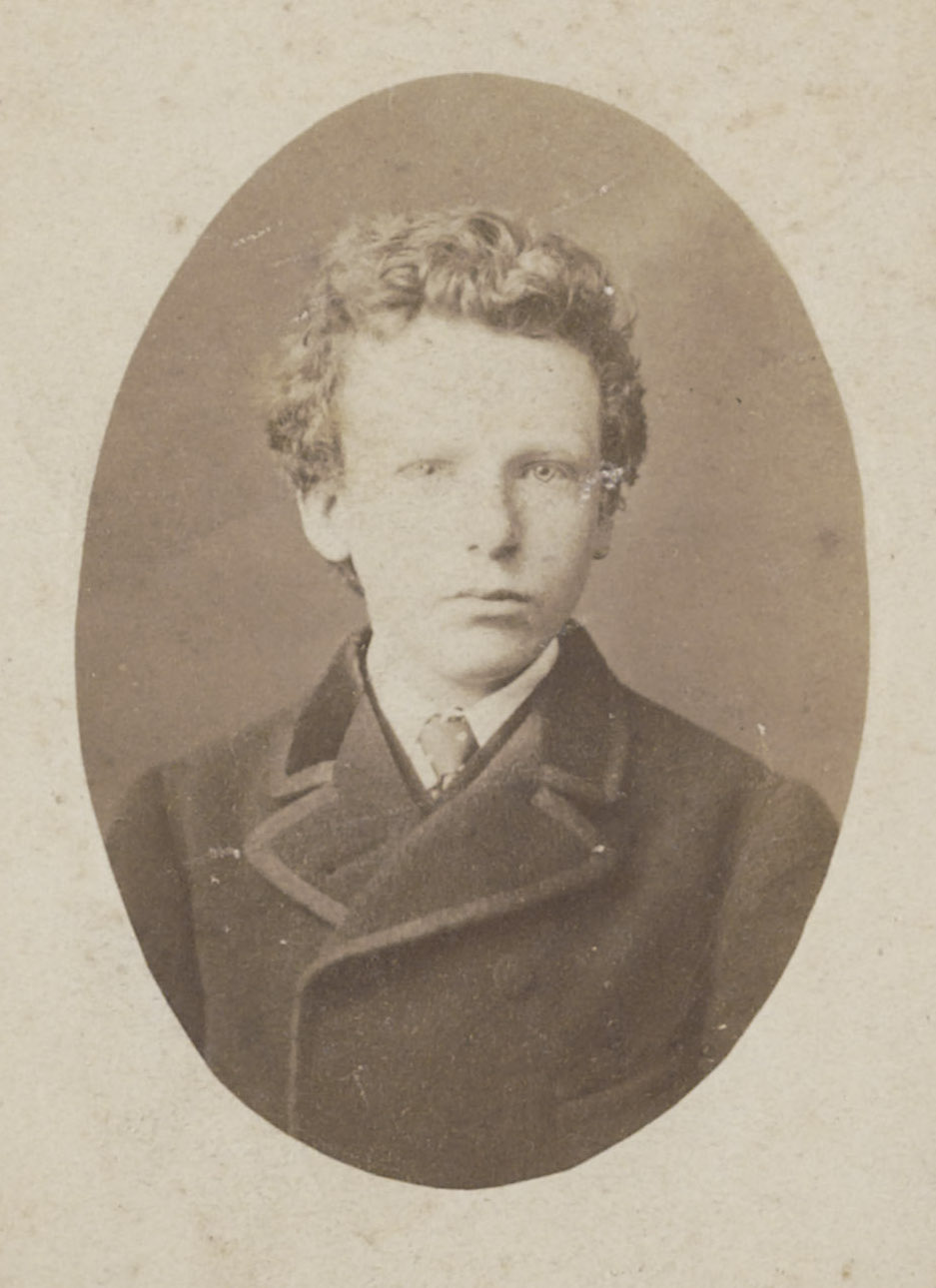
Theo van Gogh c. 1866, aos quinze anos de idade

Van Gogh era uma criança séria e pensativa. Tendo sido educado em casa pela sua mãe e pela governanta, em 1860, foi enviado para uma escola na localidade e, quatro anos depois, foi colocado num internato em Zevenbergen, local onde se sentiu abandonado, razão pela qual tudo fez para voltar para casa. Mas, em vez disso, os seus pais mandaram-no para uma escola secundária de Tilburgo, onde foi extremamente infeliz. O seu interesse pela arte começou bem cedo, tendo sido encorajado a desenhar pela sua mãe ainda em criança. Os seus primeiros desenhos eram expressivos, porém, não chegavam perto da intensidade de seus trabalhos posteriores. Constantijn C. Huysmans, que fora um artista bem-sucedido em Paris, dava aulas de desenho aos estudantes em Tilburgo. Sua filosofia era rejeitar a técnica em favor da captura das impressões das coisas, particularmente a natureza e os objetos comuns. A profunda infelicidade de Van Gogh parece ter ofuscado as aulas que frequentou, já que, aparentemente, tiveram poucos efeitos, tendo regressado a casa repentinamente em março de 1868. Van Gogh mais tarde escreveu que sua juventude foi "austera, fria e estéril".
Em julho de 1869, o seu tio Cent arranjou um trabalho a Van Gogh como comerciante de arte na empresa Goupil & Cia., na Haia. Depois de ter completado a sua formação em 1873, foi transferido para a filial da empresa em Londres, passando a morar no nº 87 da Rua Hackford em Stockwell. Este foi um período feliz para Van Gogh: era bem  sucedido no trabalho e aos vinte anos de idade ganhava mais do que o seu pai. Johanna van Gogh-Bonger, a esposa de Theo, posteriormente afirmou que este foi o melhor período da vida do seu cunhado. Entretanto, Van Gogh apaixonou-se por Eugénie Loyer, a filha da sua senhoria. Porém, foi rejeitado depois de confessar seus sentimentos, uma vez que, Loyer estava secretamente noiva de um ex-inquilino. Van Gogh acabou por se isolar cada vez mais, junto com um aumento do seu fervor religioso. O seu pai e o seu tio conseguiram fazer com que fosse transferido para Paris em 1875, mas durante esta fase, Van Gogh sentia-se ressentido com a forma como a sua firma mercantilizava a arte, acabando por ser demitido um ano depois.

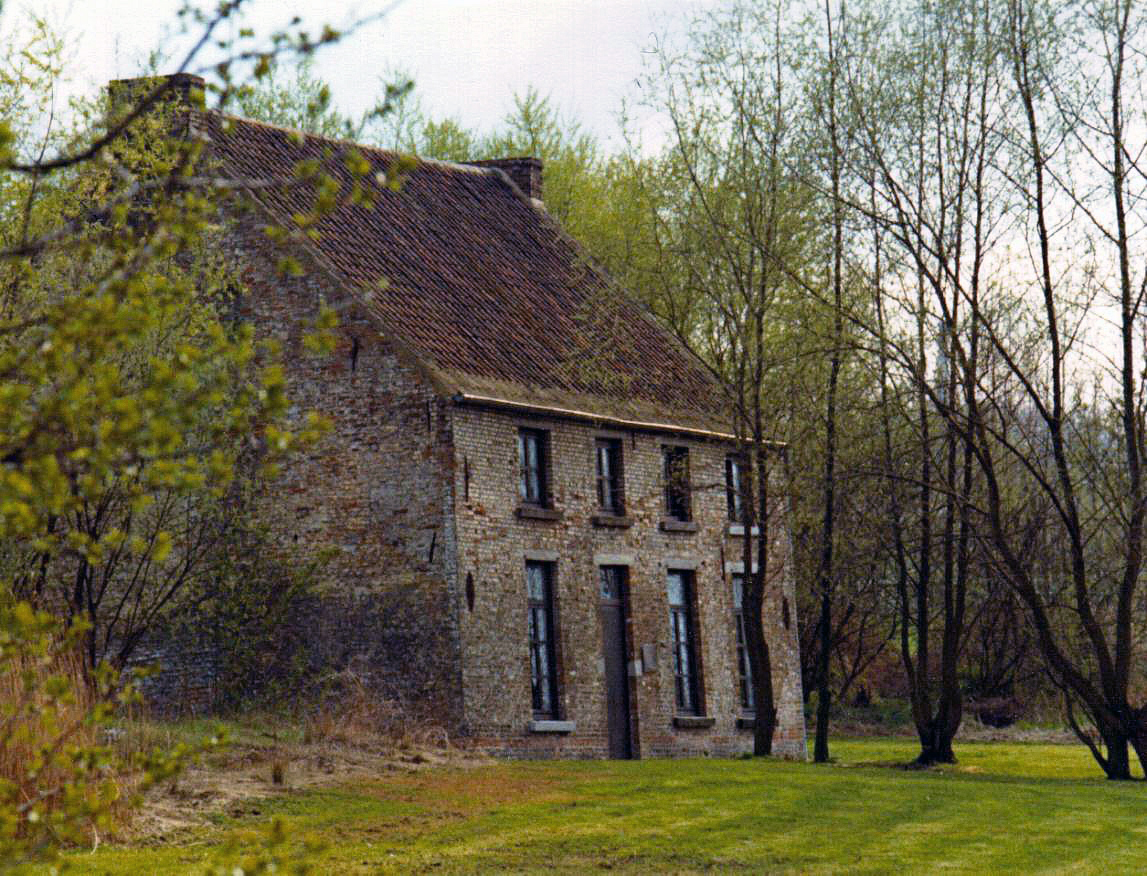
A casa de Van Gogh em Cuemes, onde Vincent decidiu tornar-se artista

Em abril de 1876, Van Gogh voltou para o Reino Unido a fim de assumir um trabalho não remunerado como professor substituto num internato de Ramsgate. Pouco depois, o proprietário do internato mudou-se para Isleworth, perto de Londres. E Van Gogh acompanhou-o. Mas, este arranjo não funcionou e ele foi-se embora para se tornar assistente de um ministro metodista. Enquanto isso, os seus pais mudaram-se para Etten. Van Gogh voltou para casa no Natal daquele ano e permaneceu por lá durante seis meses, trabalhando numa livraria de Dordrecht. Mas sentia-se infeliz no cargo e passava o seu tempo rabiscando ou traduzindo passagens da Bíblia para inglês, francês e alemão. Com o passar do tempo, Van Gogh concentrou-se na religião e tornou-se cada vez mais devoto e monástico. De acordo com Paulus van Görlitz, seu colega de quarto na época, ele comia frugalmente e evitava ingerir carne.
Numa tentativa de apoiarem as suas convicções religiosas e o seu desejo de se tornar pastor, a sua família enviou-o para Amsterdão em 1877 para viver com seu tio Johannes Stricker, um respeitado teólogo. Van Gogh preparou-se para o exame de teologia da Universidade de Amsterdão, porém, não conseguiu passar e deixou a casa do seu tio em julho do ano seguinte. Ele ainda participou e também falhou num curso de três meses numa escola missionária protestante em Laeken, na Bélgica.
Em janeiro de 1879, Van Gogh assumiu um cargo de missionário em Petit Wasmes no distrito belga de Borinage, tendo proporcionado que um sem abrigo vivesse nos seus confortáveis aposentos numa padaria com o objetivo de demonstrar seu apoio à sua empobrecida congregação, por sua vez, indo morar numa pequena cabana onde dormia na palha. A suas condições de vida esquálidas não agradaram as autoridades da igreja, que o dispensaram por "minar a dignidade do sacerdócio". Então, Van Gogh caminhou 75 quilômetros até Bruxelas, com uma breve passagem por Cuesmes. Porém, cedeu às pressões dos seus pais para que voltasse para Etten, onde ficou até por volta de março de 1880, o que causou preocupação e frustração nos seus pais. O seu pai ficou especialmente frustrado e recomendou que o filho fosse internado num manicómio em Geel.
Van Gogh regressou a Cuesmes em agosto de 1880, tendo ido morar com um mineiro até outubro daquele ano. Interessou-se pelas pessoas e pelas cenas ao seu redor, registrando-as em desenhos depois de Theo lhe ter sugerido que começasse uma carreira artística rapidamente. Mais tarde no mesmo ano, viajou para Bruxelas, seguindo a recomendação do irmão para que estudasse com o artista Willem Roelofs que, por sua vez, o convenceu a ir estudar para a Academia Real de Belas-Artes, apesar do seu desgosto por escolas de arte formais. Em novembro de 1880 matriculou-se na academia, estudando anatomia e as regras padrão de sombreamento e perspectiva.

### Etten, Drente e Haia
Em abril de 1881, ele retornou a Etten para uma alongada estadia com seus pais. Lá continuou a desenhar, frequentemente usando seus vizinhos como temas. Sua prima recentemente viúva Cornelia Vos-Stricker (apelidada de Kee), filha de sua tia materna Willemina com Johannes Stricker, chegou para uma visita em agosto. Van Gogh ficou animado e fazia longas caminhadas com ela. Kee era sete anos mais velha e tinha um filho de oito anos de idade. Ele surpreendeu todos ao declarar seu amor e pedi-la em casamento. Ela recusou dizendo "Não, nunca, jamais". Kee voltou para Amsterdã e Van Gogh foi para Haia tentar vender suas pinturas e se encontrar com seu primo de segundo grau Anton Mauve. Este era o artista bem-sucedido que Van Gogh desejava ser. Mauve o convidou para voltar em alguns meses e sugeriu que ele passasse esse meio tempo trabalhando com carvão e pasteis; Van Gogh voltou para Etten e seguiu esse conselho. Em setembro, escreveu uma carta a Theo em que atribui ao Curso de Desenho de Charles Bargue (Cours de Dessin) a sua nova capacidade de desenhar o que não conseguia antes.
Em novembro do mesmo ano, Van Gogh escreveu uma carta a Stricker, que ele descreveu a Theo como inadequada. Dias depois partiu para Amsterdã. Kee não queria vê-lo e os pais desta escreveram que a "persistência [dele] é repugnante". Van Gogh ficou desesperado e colocou sua mão esquerda sobre o fogo de uma lamparina, dizendo: "Deixem me vê-la pelo tempo que eu puder manter minha mão na chama". Ele posteriormente não se lembraria bem do incidente, porém presumiu que seu tio tenha apagado o fogo. Stricker deixou claro que a recusa da filha deveria ser respeitada e que os dois não se casariam, principalmente por causa da incapacidade de Van Gogh de se sustentar.

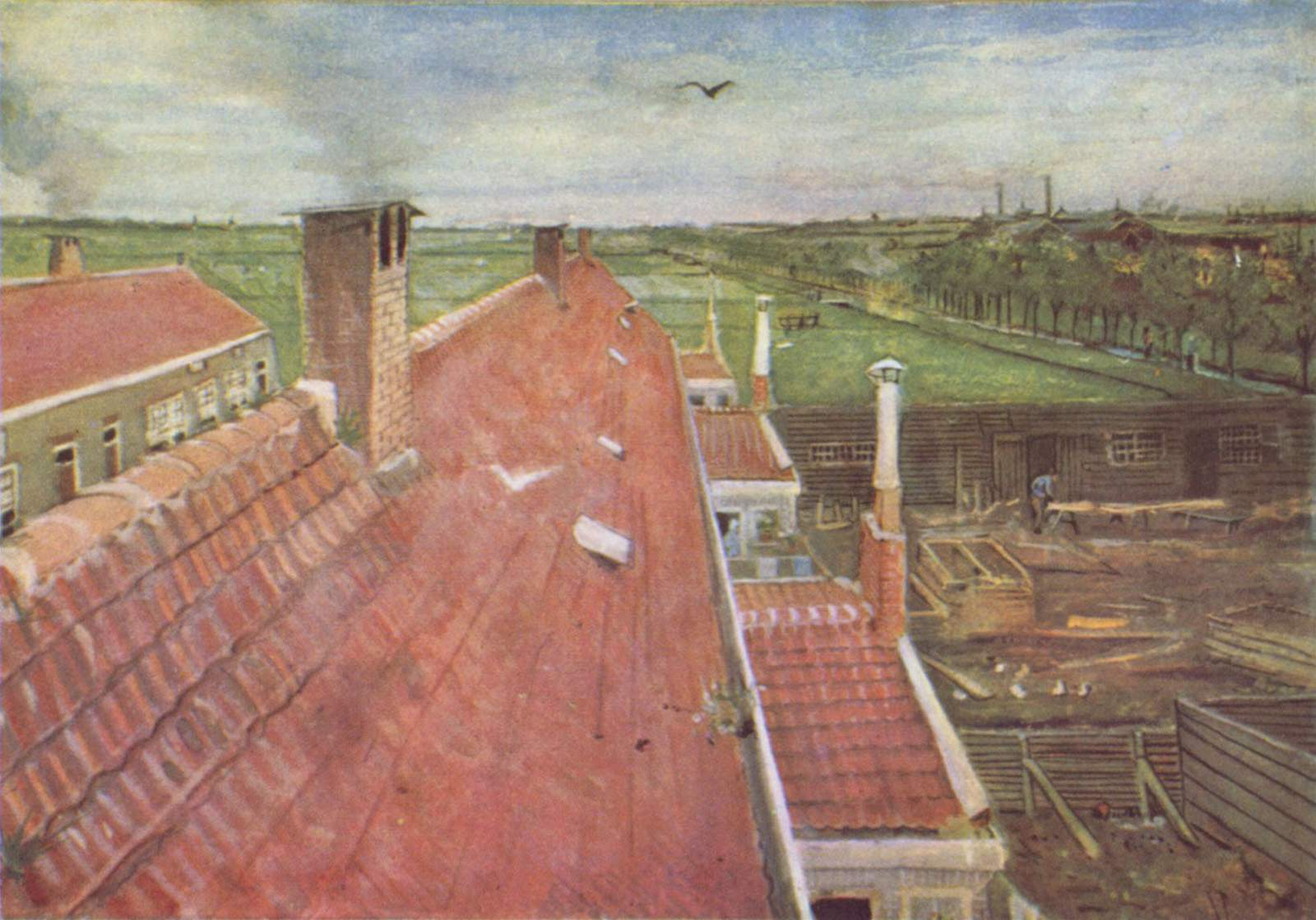
Telhados, Vista do Ateliê em Haia, 1882

Mauve aceitou Van Gogh como aluno e o introduziu na técnica da aquarela, em que trabalhou pelo mês seguinte até voltar para casa para celebrar o Natal. Porém ele brigou com seu pai e recusou-se a comparecer à igreja, indo embora para Haia. Van Gogh e Mauve desentenderam-se, provavelmente por causa da utilização da técnica de desenho a partir de moldes de gesso de figuras humanas. Van Gogh só era capaz de contratar pessoas nas ruas para servirem de modelos, uma prática que Mauve aparentemente desaprovava. Van Gogh sofreu um ataque de gonorreia em junho e precisou passar três semanas em um hospital. Depois disso, ele pintou suas primeiras telas a óleo compradas com dinheiro emprestado de Theo. Van Gogh gostou do método e espalhou a tinta generosamente, raspando-a da tela e trabalhando em seguida com o pincel. Escreveu a seu irmão Theo que ficou surpreso sobre como os resultados ficaram bons.
Mauve aparentemente ficou frio com Van Gogh por volta de março de 1882, parando de responder suas cartas. Ele descobriu que o novo arranjo doméstico de seu aluno era com a prostituta alcoólica Clasina Maria Hoornik (apelidada de Sien) e sua filha pequena. Van Gogh conheceu Sien perto do final de janeiro de 1882, quando ela tinha uma filha de cinco anos de idade e estava grávida de outra criança. Ela anteriormente tinha tido dois filhos que morreram, porém Van Gogh não sabia disso; ela deu à luz em 2 de julho para um menino chamado Willem. O pai de Van Gogh pressionou o filho para que abandonasse Sien e as crianças, depois que ficou sabendo sobre os detalhes do relacionamento. Van Gogh inicialmente tentou desafiar o pai, considerando mudar-se com a família para fora da cidade, porém acabou deixando Sien e as crianças no final de 1883.
A pobreza talvez tenha forçado Sien a retornar para a prostituição; a casa ficou cada vez menos feliz e Van Gogh talvez tenha achado que a vida familiar era irreconciliável com sua vida artística. Sien deixou a filha aos cuidados de sua mãe e Willem aos de seu irmão. Willem se lembrava de ter visitado Roterdã quando tinha doze anos de idade e de seu tio ter tentado fazer com que Sien se casasse a fim de legitimá-lo. Ele acreditava que Van Gogh era seu pai, porém o cronograma dos acontecimentos torna isso improvável. Sien se matou em 1904 ao jogar-se no rio Escalda.
Em setembro de 1883, Van Gogh mudou-se para a província de Drente no norte dos Países Baixos. Depois, foi para Nuenen em Brabante do Norte no mês de dezembro a fim de morar com seus pais porque estava se sentindo solitário.

### Artista emergente

#### Nuenen e Antuérpia

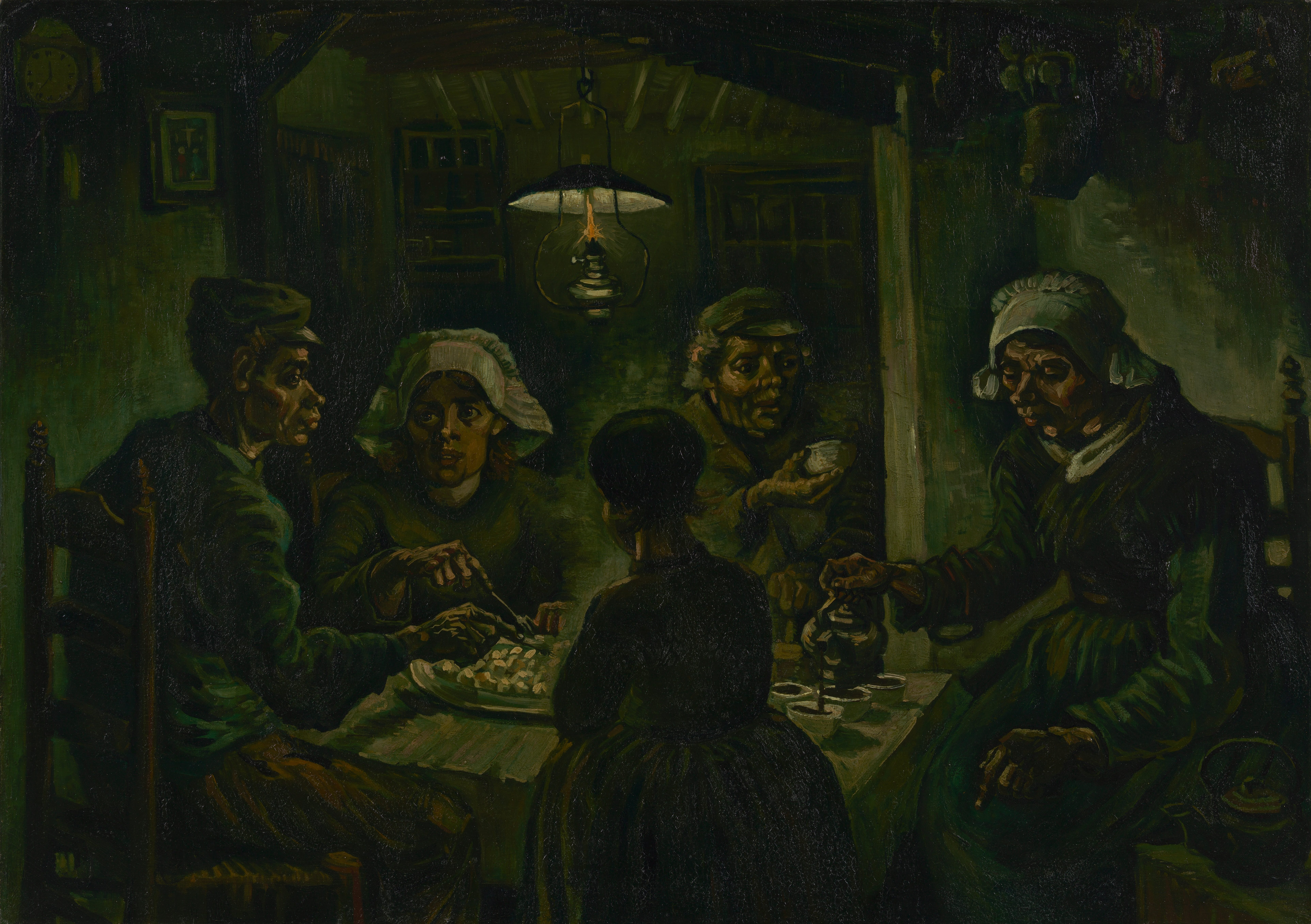
Os Comedores de Batata, 1885

Em Nuenen, Van Gogh focou-se no desenho e pintura. Ele trabalhava ao ar livre e rapidamente, completando esboços e pinturas de tecelões e suas cabanas. Margot Begemann, a filha dez anos mais nova de um vizinho, juntou-se a ele nessas incursões em agosto de 1884; ela se apaixonou e ele retribuiu, mas de forma menos entusiasmada. Eles queriam se casar, entretanto ambas as famílias não eram a favor. Margot ficou perturbada e sofreu uma overdose de estricnina, sobrevivendo apenas porque Van Gogh foi capaz de levá-la para um hospital local. O pai dela morreu de um ataque do coração em 26 de março de 1885.
Em 1885, Van Gogh pintou várias naturezas-mortas. Ele completou diversos desenhos e aquarelas durante sua estadia de dois anos em Nuenen, além de quase duzentas pinturas. Sua paleta de cores consistia principalmente de tons terrosos sombrios, especialmente marrom escuro, mostrando nenhum indício das cores vívidas que distinguem seus trabalhos posteriores.
Houve o interesse de um comerciante de Paris no início de 1885. Theo perguntou ao irmão se ele tinha pinturas prontas para serem exibidas. Van Gogh respondeu em maio com seu primeiro grande trabalho, Os Comedores de Batata, e uma série de "estudos de personagens camponeses" que eram a culminação de vários anos de trabalho. Ele depois reclamou que Theo não estava se esforçando o bastante para vender suas pinturas em Paris, com o irmão respondendo que as pinturas eram muito sombrias e não se encaixavam com o estilo vivo do impressionismo. Seu trabalho foi exposto pela primeira vez em agosto nas vitrines do comerciante de arte Leurs em Haia. Uma de suas jovens modelos camponesas engravidou em setembro de 1885 e Van Gogh foi acusado de ter dado em cima dela, com o padre do vilarejo proibindo seus paroquianos de posarem para ele.
| Esgotado, lápis em papel de aquarela, 1882 | Natureza-Morta com Bíblia Aberta, Vela Apagada e Romance, 1885 | Caveira de um Esqueleto com Cigarro Aceso, 1885–86 | Mulher Camponesa Cavando ou Mulher com uma Pá, Vista de Trás, 1885 |

Ele mudou-se para Antuérpia em novembro e alugou um quarto sobre uma loja de artigos de pintura na Rua das Imagens. Passou a viver na pobreza e comia pouco, preferindo gastar o dinheiro enviado por Theo em materiais e modelos. Pão, café e tabaco tornaram-se sua dieta padrão. Ele escreveu ao irmão em fevereiro de 1886 que se lembrava de ter comido apenas seis refeições quentes desde maio do ano anterior. Seus dentes ficaram soltos e doloridos. O pintor dedicou-se na Antuérpia ao estudo da teoria das cores e passava tempo dentro de museus, particularmente estudando as obras de Peter Paul Rubens, ampliando sua paleta para incluir carmim, azul-cobalto e verde-esmeralda. Van Gogh comprou xilogravuras ukiyo-e japonesas nas docas, posteriormente incorporando elementos desse estilo no fundo de algumas de suas pinturas. Ele passou a beber muito outra vez e foi hospitalizado entre fevereiro e março de 1886, possivelmente também tendo sido tratado por sífilis.
Apesar de seu desgosto por estudos acadêmicos, Van Gogh fez o difícil exame de admissão na Academia Real de Belas-Artes da Antuérpia após se recuperar, matriculando-se em janeiro de 1886 nos cursos de pintura e desenho. Ele acabou ficando doente e exausto por tanto trabalho, dieta ruim e fumo excessivo. Van Gogh logo brigou com o diretor da academia e professor Charles Verlat por causa de seu estilo não-convencional de pintura. Também teve confrontos com seus instrutores de desenho Frans Vinck e Eugène Siberdt, com este último porque Van Gogh não seguiu o requerimento de Siberdt de que os desenhos precisavam expressar o contorno e concentrar-se nas linhas. Van Gogh deixou a academia e foi para Paris após mais uma briga com Siberdt por causa de um desenho da Vênus de Milo.

#### Paris

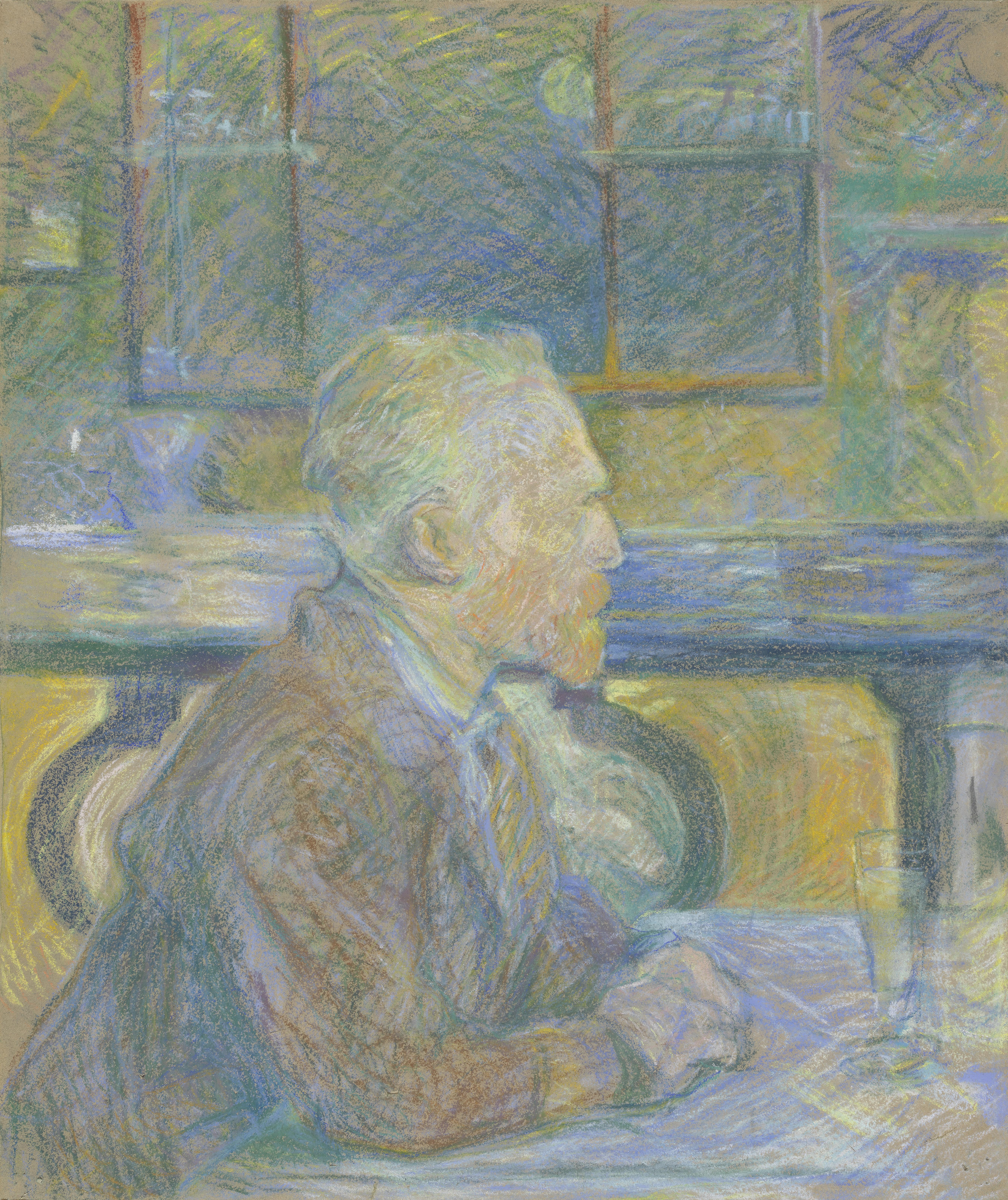
Retrato de Vincent van Gogh, 1887, por Henri de Toulouse-Lautrec

Em março de 1886, Van Gogh mudou-se para Paris onde dividiu um apartamento com Theo na Rua Laval em Montmartre, indo estudar no estúdio de Fernand Cormon. Os irmãos foram viver em junho em um apartamento maior no nº 54 da Rua Lepic. Em Paris, ele pintou vários retratos de amigos e conhecidos, pinturas de natureza-morta, vistas do Moinho da Galette e cenas de Montmartre, Asnières e ao longo do Rio Sena. Ele usou as xilogravuras ukiyo-e japonesas que comprara na Antuérpia para decorar as paredes de seu estúdio, colecionando outras centenas durante seu tempo em Paris. Van Gogh tentou fazer japonismos, desenhando a figura da Cortesã, obra de Keisai Eisen, a partir de uma reprodução vista na capa da revista Paris Illustre que depois ampliou graficamente em uma pintura.
Ele adotou uma paleta mais brilhante e pinceladas mais fortes, particularmente em pinturas como Paisagem Marinha em Saintes-Maries, depois de ver um retrato de Adolphe Monticelli na Galeria Delareybarette. Van Gogh e Theo dois anos depois pagaram para a publicação de um livro com as pinturas de Monticelli, com Van Gogh comprando alguns dos trabalhos dele para sua coleção.
Van Gogh soube do ateliê de Fernand Cormon por Theo e lá trabalhou entre abril e maio de 1886, onde frequentou o círculo do artista australiano John Peter Russell e conheceu os colegas alunos Émile Bernard, Louis Anquetin e Henri de Toulouse-Lautrec, este último lhe pintando um retrato em pastel. Eles se encontravam na loja de pintura de Julien Tanguy, na época o único lugar onde as obras de Paul Cézanne eram exibidas. Duas grandes exibições foram realizadas lá em 1886, mostrando pontilhismo e neo-impressionismo pela primeira vez, dando destaque para Georges Seurat e Paul Signac. Theo mantinha um estoque de pinturas impressionistas em sua galeria de Montmartre, porém Van Gogh foi lento em reconhecer os novos desenvolvimentos da arte.
Houve conflitos entre os irmãos; Theo afirmou no final de 1886 que viver junto com Van Gogh era "quase insuportável". Os dois fizeram as pazes no início de 1887 e Van Gogh mudou-se para o subúrbio de Asnières no norte de Paris, onde conheceu Signac. Ele adotou elementos do pontilhismo, técnica em que vários pontos coloridos são aplicados na tela para criar uma mistura ótica de tons quando vista à distância. O estilo salienta a habilidade das cores complementares a fim de criar contrastes vibrantes.
| A Cortesã (após Keisai Eisen), 1886 | Retrato de Père Tanguy, 1887 | Floração de um Pomar de Ameixa, 1887 | Natureza-Morta com Garrafa de Absinto e um Jarro, 1887 |

Van Gogh pintou parques, restaurantes e o Sena durante seu tempo em Asnières, incluindo Pontes através do Sena em Asnières. Os irmãos Van Gogh ficaram amigos em novembro de 1887 de Paul Gauguin, que tinha acabado de chegar em Paris. Van Gogh conseguiu uma exibição no final do ano ao lado de Bernard, Anquetin e Toulouse-Lautrec no Grand-Bouillon Restaurant du Chalet no nº 43 da Avenida Clichy em Montmartre. Bernard escreveu em um relato contemporâneo que a exibição estava na vanguarda de qualquer outra coisa na capital francesa. Foi lá que Bernard e Anquetin venderam seus primeiros quadros, enquanto Van Gogh trocou trabalhos com Gauguin. Discussões sobre arte, artistas e suas situações sociais ocorreram nesta exibição, que continuou e expandiu-se para incluir visitantes como Signac, Seurat e Camille Pissarro com seu filho Lucien Pissarro. Van Gogh deixou Paris em fevereiro de 1888 por estar se sentindo cansado, tendo pintado mais de duzentos quadros nos dois anos que passou lá. Ele fez junto com Theo sua primeira e única visita ao estúdio de Seurat pouco antes de partir.

### Avanço artístico

#### Arles

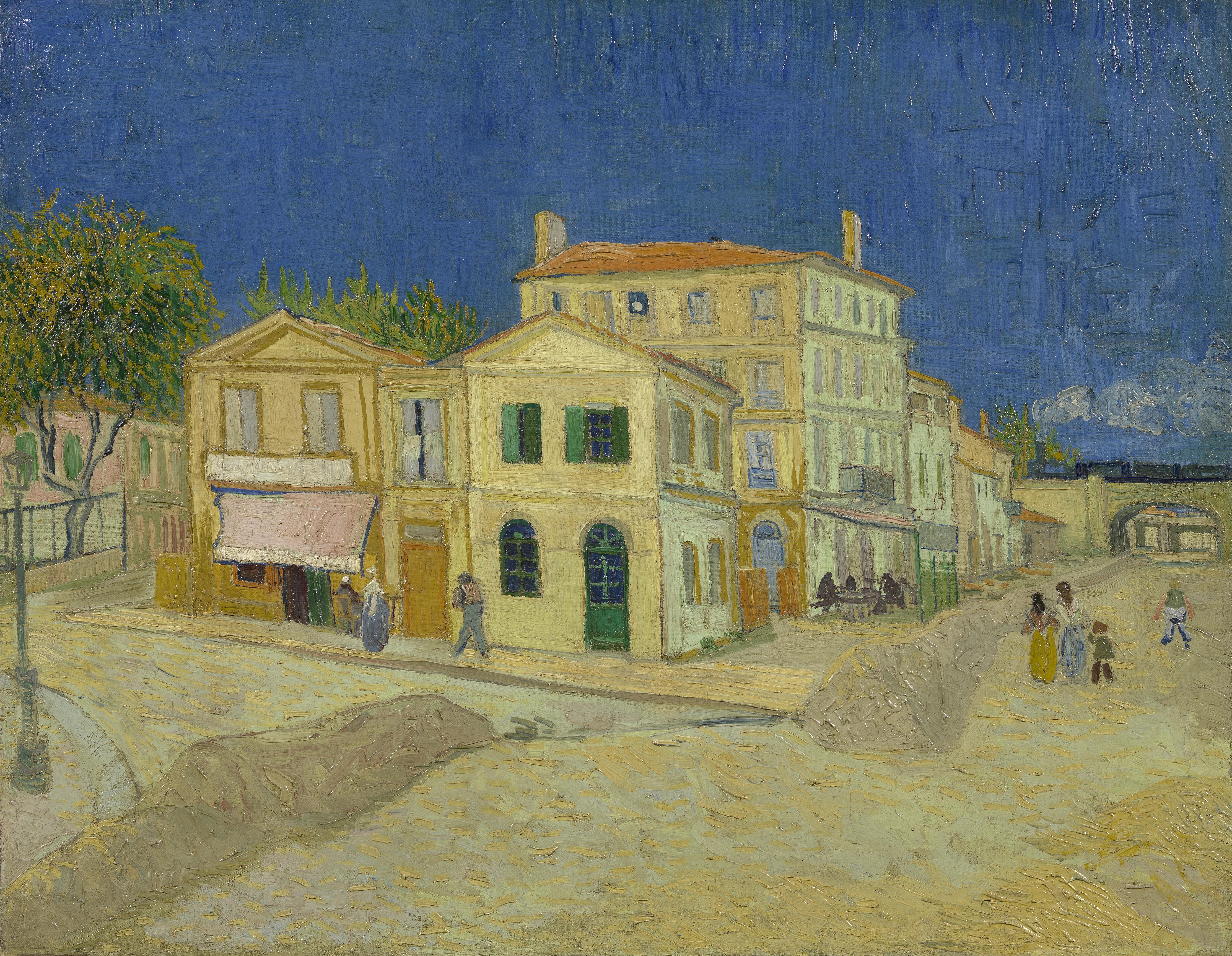
A Casa Amarela, 1888

Em fevereiro de 1888, Van Gogh procurou um refúgio em Arles por estar doente devido à bebedeiras e tosse de cigarro. Ele aparentemente mudou-se com a intenção de fundar uma colônia de artistas. O pintor dinamarquês Christian Mourier-Petersen tornou-se seu companheiro por dois meses e inicialmente a cidade lhe parecia exótica. Ele descreveu o local em uma carta como um país estrangeiro: "Os zuavos, os bordéis, a adorável pequena Arlesiana indo para sua Primeira Comunhão, o padre em seu sobrepeliz, que parece um rinoceronte perigoso, as pessoas bebendo absinto, todas me parecem criaturas de outro mundo".
O tempo passado em Arles foi um dos períodos mais prolíficos da carreira de Van Gogh: ele completou duzentas pinturas e mais de cem desenhos e aquarelas. Ele ficou encantado pela paisagem local e a luz; seus trabalhos nesse período são ricos em amarelo, azul ultramarino e malva. Seus quadros incluem colheitas, campos de trigo e marcos rurais gerais da área, como por exemplo O Velho Moinho, uma estrutura pitoresca acima dos campos de trigo. Esta foi uma de sete telas enviadas para Pont-Aven em troca de obras de Gauguin, Bernard, Charles Laval e outros.
Os retratos de Arles são baseados no estilo anterior de Van Gogh; os detalhes dos campos e avenidas parecem achatados e sem perspectiva, porém excedem no uso das cores. Sua recém-descoberta apreciação é vista na extensão e no escopo de seu trabalho. Ele pintou paisagens em março de 1888 utilizando um "quadro perspectiva" gradeado; três obras foram mostradas na exibição anual da Sociedade dos Artistas Independentes. Ele foi visitado em abril pelo artista norte-americano Dodge MacKnight, que estava vivendo na vizinha Fontvieille. Van Gogh alugou a ala leste da Casa Amarela em 1 de maio de 1888 pelo valor de quinze francos por mês. Os aposentos não estavam mobiliados e estavam desocupados havia meses.
Van Gogh mudou-se do Hotel Carrel para o Café da Gare em 7 de maio, tendo ficado amigo dos proprietários Joseph e Marie Ginoux. A Casa Amarela precisava ser mobiliada antes que ele pudesse mudar-se por completo, porém mesmo assim ele conseguia usar o estúdio. Ele queria uma galeria onde pudesse exibir seus trabalhos, começando uma série de pinturas que eventualmente levaram a Cadeira de Van Gogh, Quarto em Arles, O Café à Noite, Terraço do Café à Noite, Noite Estrelada Sobre o Ródano e Natureza-Morta: Vaso com Doze Girassóis, todos feitos em 1888 com a intenção de servirem de decoração para a Casa Amarela.
Ele escreveu que desejava "expressar a ideia de que o café é um lugar onde alguém pode arruinar-se, ficar louco ou cometer um crime" com o quadro O Café à Noite. Van Gogh visitou Saintes-Maries-de-la-Mer em junho e deu aulas para o segundo-tenente zuavo Paul-Eugène Milliet, também pintando os barcos do vilarejo. MacKnight apresentou Van Gogh a Eugène Boch, um pintor belga que às vezes ficava em Fontvieille, com os dois trocando visitas em julho.
| Ponte de Langlois em Arles, 1888 | Barcos Pesqueiros na Praia em Saintes-Maries, 1888 | Quarto em Arles, 1888 | O Velho Moinho, 1888 | Terraço do Café à Noite, 1888 |

#### Visita de Gauguin

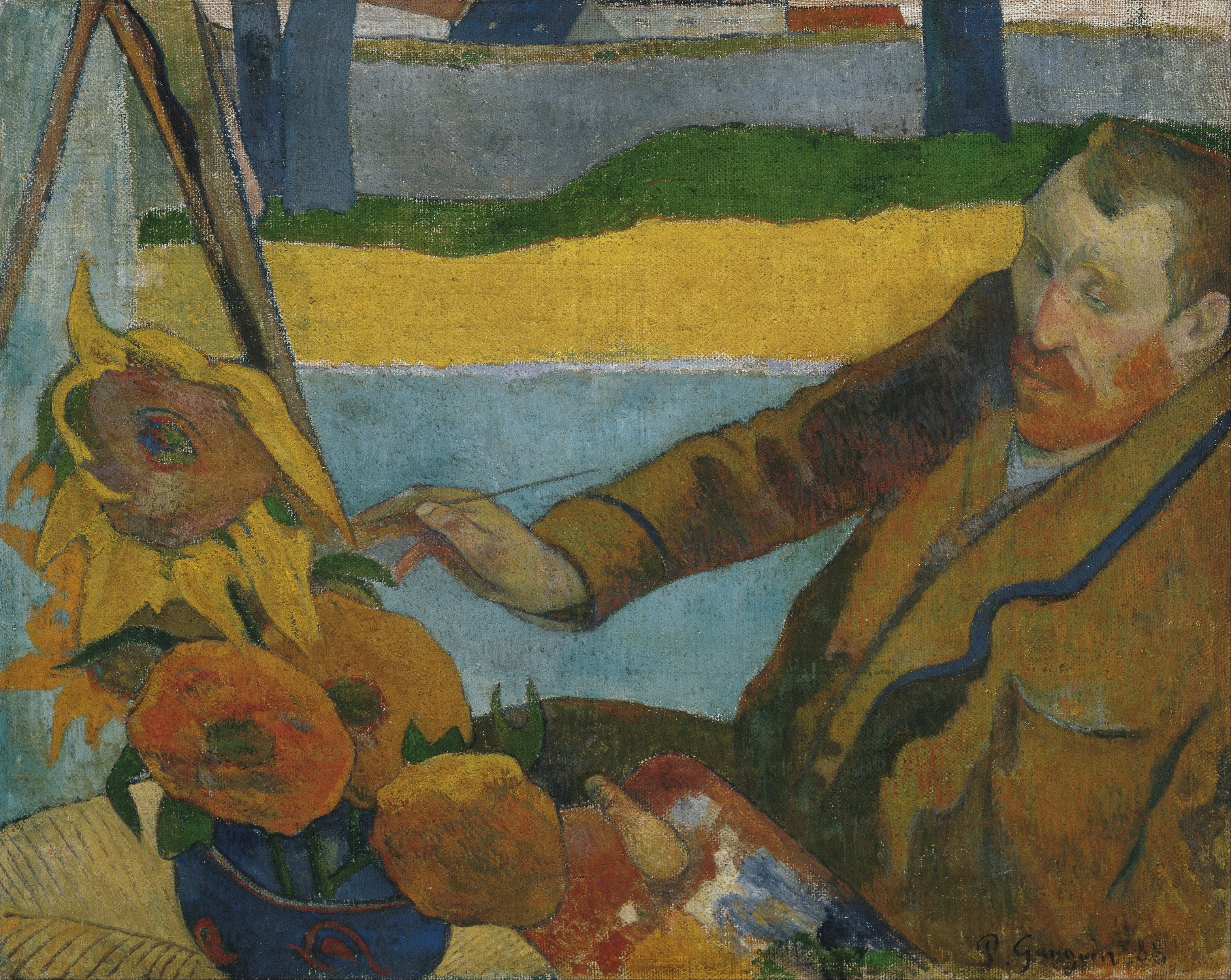
O Pintor de Girassóis, retrato de Van Gogh em 1888 por Paul Gauguin

Gauguin concordou em visitar Arles em 1888, com Van Gogh esperando alcançar uma amizade e a realização da sua ideia de um coletivo de artistas. Enquanto esperava, ele pintou Girassóis em agosto. Boch o visitou novamente e Van Gogh pintou um retrato dele, além do estudo O Poeta Contra um Céu Estrelado.
Van Gogh comprou duas camas em preparação para a visita de Gauguin seguindo o conselho do supervisor postal Joseph Roulin, cujo retrato ele também pintou. Ele passou sua primeira noite na Casa Amarela em 17 de setembro. Van Gogh começou a trabalhar na Decoração para a Casa Amarela, provavelmente o esforço artístico mais ambicioso da sua vida, quando Gauguin concordou em viver em Arles com ele. Ele completou duas pinturas de cadeiras: Cadeira de Van Gogh e Cadeira de Gauguin.
Gauguin finalmente chegou em 23 de outubro depois de vários pedidos de Van Gogh, com os dois começando a pintar juntos no mês seguinte. Gauguin representou Van Gogh em O Pintor de Girassóis, enquanto Van Gogh seguiu a sugestão do colega e pintou imagens apenas da memória. Dentre esses quadros "imaginativos" estava Memória do Jardim em Etten. A primeira saída dos dois para pintar ao ar livre foi em Alyscamps, a necrópole, onde produziram um par de obras cada.
Van Gogh e Gauguin visitaram Montpellier em dezembro de 1888, onde viram os trabalhos de Gustave Courbet e Eugène Delacroix no Museu Fabre. A relação dos dois começou a deteriorar; Van Gogh admirava Gauguin e queria ser tratado como um igual, porém Gauguin era arrogante e dominador, o que frustrou Van Gogh. Eles brigavam frequentemente e Van Gogh passou a temer que o colega fosse abandoná-lo, com a situação, que ele descreveu como "tensão excessiva", rapidamente chegando a uma crise.
| O Café à Noite, 1888 | A Vinha Encarnada, 1888 | Cadeira de Van Gogh, 1888 | Cadeira de Gauguin, 1888 |

#### Hospital em Arles

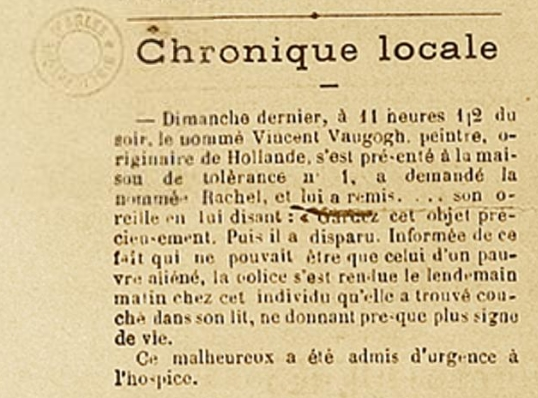
Relato do jornal local Le Forum Républicain de 30 de dezembro de 1888 sobre a automutilação de Van Gogh

Não se sabe a exata sequência de eventos que levaram à mutilação da orelha esquerda de Van Gogh. Gauguin afirmou quinze anos depois que houve várias circunstâncias na noite anterior de um comportamento fisicamente ameaçador. A relação de ambos era complexa e Theo talvez devesse dinheiro para Gauguin, que suspeitava que os dois irmãos estavam lhe explorando financeiramente. É provável que Van Gogh tenha percebido que Gauguin planejava ir embora. Os dias anteriores foram muitos chuvosos, o que fez com que os dois homens ficassem presos dentro da Casa Amarela. Gauguin relatou que saiu para caminhar e foi seguido por Van Gogh, que "correu na minha direção, com uma lâmina na mão". Este relato é questionável; Gauguin quase certamente não estava na Casa Amarela durante aquela noite, provavelmente tendo ficado em um hotel.
Van Gogh voltou para a Casa Amarela depois de ter brigado com Gauguin, ouvindo vozes e cortando sua orelha esquerda com uma lâmina, não se sabe se parcialmente ou totalmente, causando um sangramento sério. Ele enfaixou a ferida, enrolou a orelha em papel e enviou o pacote para Gabrielle Berlatier, criada de um bordel que frequentava com Gauguin. Van Gogh foi encontrado inconsciente na manhã seguinte por um policial e levado ao hospital, onde foi tratado por Félix Rey, um jovem médico ainda em treinamento. A orelha foi entregue no hospital, porém Rey não tentou recolocá-la pois muito tempo já tinha passado.
Ele não tinha memórias do incidente, o que sugere que talvez tenha passado por um surto mental agudo. O diagnóstico do hospital foi "mania aguda com delírio generalizado", com a polícia local ordenando dias depois que Van Gogh fosse deixado nos cuidados do hospital. Gauguin imediatamente notificou Theo, que em 24 de dezembro havia pedido em casamento Johanna Bonger, irmã de seu amigo Andries Bonger. Ele correu para a estação na mesma tarde e pegou um trem noturno para Arles. Theo chegou na manhã de natal e confortou o irmão, que parecia semilúcido. Ele retornou para Paris naquela tarde.
Van Gogh chamou por Gauguin repetidas vezes sem sucesso durante os primeiros dias de tratamento; Gauguin tinha pedido ao policial encarregado do caso para "ser gentil o bastante, senhor, de acordar este homem com grande cuidado, e se ele perguntar por mim lhe diga que fui para Paris; a visão de mim talvez mostre-se fatal para ele". Ele fugiu de Arles e nunca mais viu Van Gogh. Os dois mesmo assim continuaram a se corresponder e Gauguin chegou a propor em 1890 que eles formassem um estúdio na Antuérpia. Outros visitantes incluíram Marie Ginoux e Joseph Roulin.
Apesar dos diagnósticos pessimistas, Van Gogh recuperou-se e voltou para a Casa Amarela em 7 de janeiro de 1889. Ele passou os meses seguintes entre hospital e casa, sofrendo alucinações e delírios de envenenamento. A política fechou sua casa em março depois de uma petição assinada por trinta pessoas, incluindo a família Ginoux, lhe ter descrito como "o louco ruivo". Van Gogh voltou para o hospital. Signac o visitou duas vezes em março e no mês seguinte Van Gogh se mudou para quartos que eram propriedade de Rey, já que uma inundação tinha danificado algumas de suas pinturas na sua casa própria. Ele deixou Arles dois meses depois e se internou voluntariamente em um hospício de Saint-Rémy-de-Provence. Van Gogh deu a Rey seu Retrato do Doutor Félix Rey, porém o médico não gostou da obra e doou a pintura a outrem. Van Gogh por volta da mesma época escreveu: "Às vezes humores de indescritível angústia, às vezes momentos em que o véu do tempo e a fatalidade das circunstâncias parecem ser despedaçados por um instante.
| Autorretrato com Orelha Enfaixada e Cachimbo, 1889 | O Pátio do Hospital em Arles, 1889 | Autorretrato com Orelha Enfaixada, 1889 | Ala no Hospital em Arles, 1889 |

#### Saint-Rémy

A Noite Estrelada, junho de 1889

Van Gogh se internou no hospício de Saint-Paul-de-Mausole em 8 de maio de 1889 acompanhado por seu cuidador Frédéric Salles, um clérigo protestante. O local ficava menos de trinta quilômetros de Arles. Van Gogh tinha duas celas com janelas gradeadas, uma das quais ele usou como estúdio. A clínica e seu jardim tornaram-se temas de seus quadros. Ele realizou vários estudos dos interiores do hospital como Corredor no Hospício e Entrada do Hospício. Algumas de suas obras da época foram caracterizadas por redemoinhos, por exemplo A Noite Estrelada. Era-lhe permitido pequenas caminhadas supervisionadas, e durante esse período ele pintou ciprestes e oliveiras, incluindo Oliveiras com Alpilles ao Fundo, Campo de Trigo com Ciprestes e Estrada com Cipreste à Noite. Ele produziu outras duas versões de Quarto em Arles em setembro de 1889.
O acesso limitado à vida fora da clínica resultou na escassez de temas a serem retratados. Restou a Van Gogh trabalhar em interpretações das pinturas de outros artistas, como O Semeador e Meio-Dia, Descanso do Trabalho, originais de Jean-François Millet, além de variações de seus próprios trabalhos antigos. Ele era admirador do realismo de Millet, Jules Breton e Gustave Courbet, comparando suas cópias com um músico interpretando Ludwig van Beethoven. A Roda de Prisioneiros foi pintada como uma recriação de uma gravura de Gustave Doré. O historiador Marc Edo Tralbaut sugere que o rosto do prisioneiro destacado no centro olhando para o observador seria o do próprio Van Gogh, porém Jan Hulsker discorda.
Van Gogh sofreu de depressão severa entre fevereiro e abril de 1890. Ele ficou depressivo e incapaz de escrever, porém ainda assim conseguiu pintar e desenhar um pouco, mais tarde escrevendo a Theo que fizera algumas pequenas telas "da memória ... reminiscências do Norte". Dentre essas estava Duas Camponesas Cavando em um Campo Coberto ao Pôr do Sol. Hulsker acredita que esse pequeno grupo de pinturas formou os núcleos de muitos desenhos e estudos representando paisagens e pessoas com quem Van Gogh trabalhou durante esse tempo. Ele comentou que este pequeno período foi a única época que a doença de Van Gogh afetou sua arte. Van Gogh pediu a sua mãe e irmão para que lhe enviassem desenhos e esboços que tinha feito no início da década de 1880 para que assim pudesse trabalhar em obras novas a partir delas. Pertencente a esse período é Velho Triste ("No Portão da Eternidade"), um estudo colorido que Hulsker descreve como "outra recordação inconfundível de tempos passados". Suas últimas pinturas mostram um artista no auge de suas habilidades, "ansiando por concisão e graça" segundo o crítico Robert Hughes.
| A Roda de Prisioneiros (após Gustave Doré), 1890 | O Semeador (após Jean-François Millet), 1890 | Duas Camponesas Cavando em um Campo Coberto ao Pôr do Sol (após Jean-François Millet), 1890 | Velho Triste ("No Portão da Eternidade"), 1890 |

Albert Aurier elogiou os trabalhos de Van Gogh em janeiro de 1890 no jornal Mercure de France, descrevendo-o como "um gênio". Ele pintou cinco versões de A Arlesiana (Madame Ginoux) baseado em um esboço de carvão que Gauguin tinha produzido em novembro de 1888 enquanto os dois ainda trabalhavam juntos. Van Gogh foi convidado no mesmo mês pela Les XX, uma sociedade de pintores vanguardistas de Bruxelas, a participar de sua exposição anual. Henry de Groux, um dos membros da sociedade, insultou as obras de Van Gogh durante o jantar de abertura. Toulouse-Lautrec exigiu uma satisfação e Signac declarou que continuaria a lutar pela honra de Van Gogh caso Lautrec se rendesse. de Groux se desculpou e deixou o grupo. Posteriormente, Claude Monet viu obras de Van Gogh exibidas pelos Artistas Independentes em Paris e afirmou que eram os melhores quadros da exposição. Van Gogh escreveu após o nascimento de seu sobrinho: "Eu comecei imediatamente a fazer uma pintura para ele, para prender no quarto dele, ramos de uma flor de amêndoa branca contra um céu azul".

#### Auvers-sur-Oise

Casa Branca à Noite, 1890

Van Gogh deixou o hospício de Saint-Rémy em maio de 1890 e mudou-se para o vilarejo de Auvers-sur-Oise no norte da França a fim de ficar mais perto de Theo e do doutor Paul Gachet. Este era um pintor amador e médico homeopata que havia tratado vários outros artistas, tendo sido recomendado por Camille Pissarro. A primeira impressão de Van Gogh foi que Gachet "parecia-me mais doente do que eu, ou vamos dizer tanto quanto".
O pintor Charles-François Daubigny havia mudado-se para Auvers em 1861, com outros artistas acabando indo para lá também, incluindo Jean-Baptiste-Camille Corot e Honoré Daumier. Van Gogh completou em julho três pinturas chamadas de Jardim de Daubigny, uma das quais é provavelmente seu último trabalho.
Seus pensamentos retornaram para as "memórias do Norte" durante suas últimas semanas, com muitas das aproximadamente setenta pinturas a óleo feitas no seu tempo em Auvers sendo reminiscentes dessas cenas nortenhas. Van Gogh pintou vários retratos de Gachet em junho, incluindo Retrato de Dr. Gachet e a única gravura de sua carreira. Em todas ele enfatizou a disposição melancólica do médico. Há outras pinturas provavelmente inacabadas, como Fazendas perto de Auvers.
Van Gogh escreveu em julho que tinha ficado absorto "na imensa planície contra as colinas, sem limites como o mar, de um delicado amarelo". Ele tinha inicialmente ficado fascinado pelas colinas em maio, quando o trigo estava jovem e verde. Eles os descreveu em julho para Theo como "vastos campos de trigo sob céus turbulentos". Van Gogh disse que os campos representavam sua "tristeza e extrema solidão", além de que as "telas irão lhe dizer o que não consigo falar em palavras, ou seja, quão saudável e revigorante acho o campo". Campo de Trigo com Corvos de julho de 1890 é uma pintura que Hulsker argumenta estar associada com "melancolia e extrema solidão". O autor identificou sete outras pinturas de Auvers que seguiram-se à finalização de Campo de Trigo com Corvos.

### Morte

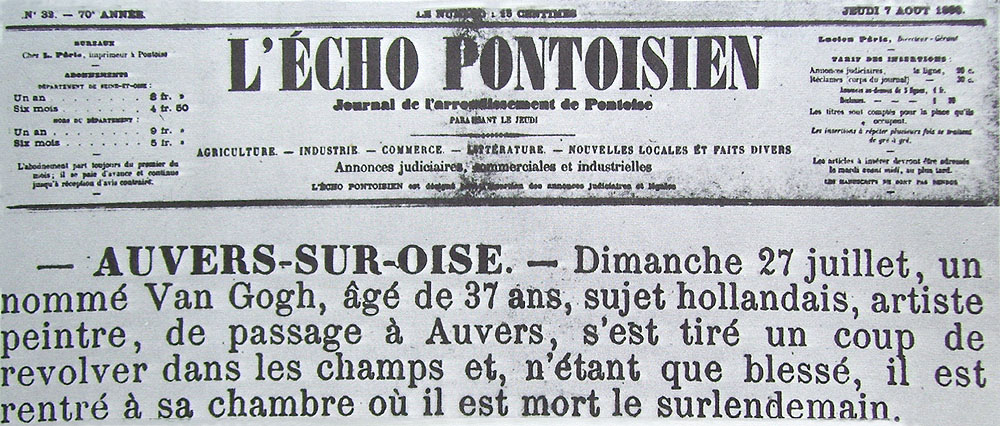
Artigo do jornal L'Écho Pontoisien de 7 de agosto de 1890 sobre a morte de Van Gogh

Em 27 de julho de 1890, Van Gogh disparou um revólver Lefaucheux 7 mm contra seu peito. Não houve testemunhas e ele morreu trinta horas depois. O disparo talvez tenha ocorrido no campo de trigo em que estava pintando ou em um celeiro local. A bala foi desviada por uma costela e atravessou seu peito sem aparentemente danificar os órgãos internos, provavelmente parando em sua espinha. Ele foi capaz de voltar andando até Auberge Ravoux, onde foi atendido por dois médicos, porém não havia um cirurgião e assim a bala não pode ser removida. Os médicos cuidaram dele da melhor maneira que puderam e então o deixaram sozinho em seu quarto fumando cachimbo. Theo correu para junto do irmão no dia seguinte, encontrando-o de bom humor. Porém Van Gogh começou a enfraquecer horas depois, sofrendo de uma infecção não tratada causada pelo ferimento da bala. Ele morreu nas primeiras horas da manhã de 29 de julho de 1890. Theo afirmou que as últimas palavras do irmão foram "A tristeza vai durar para sempre".

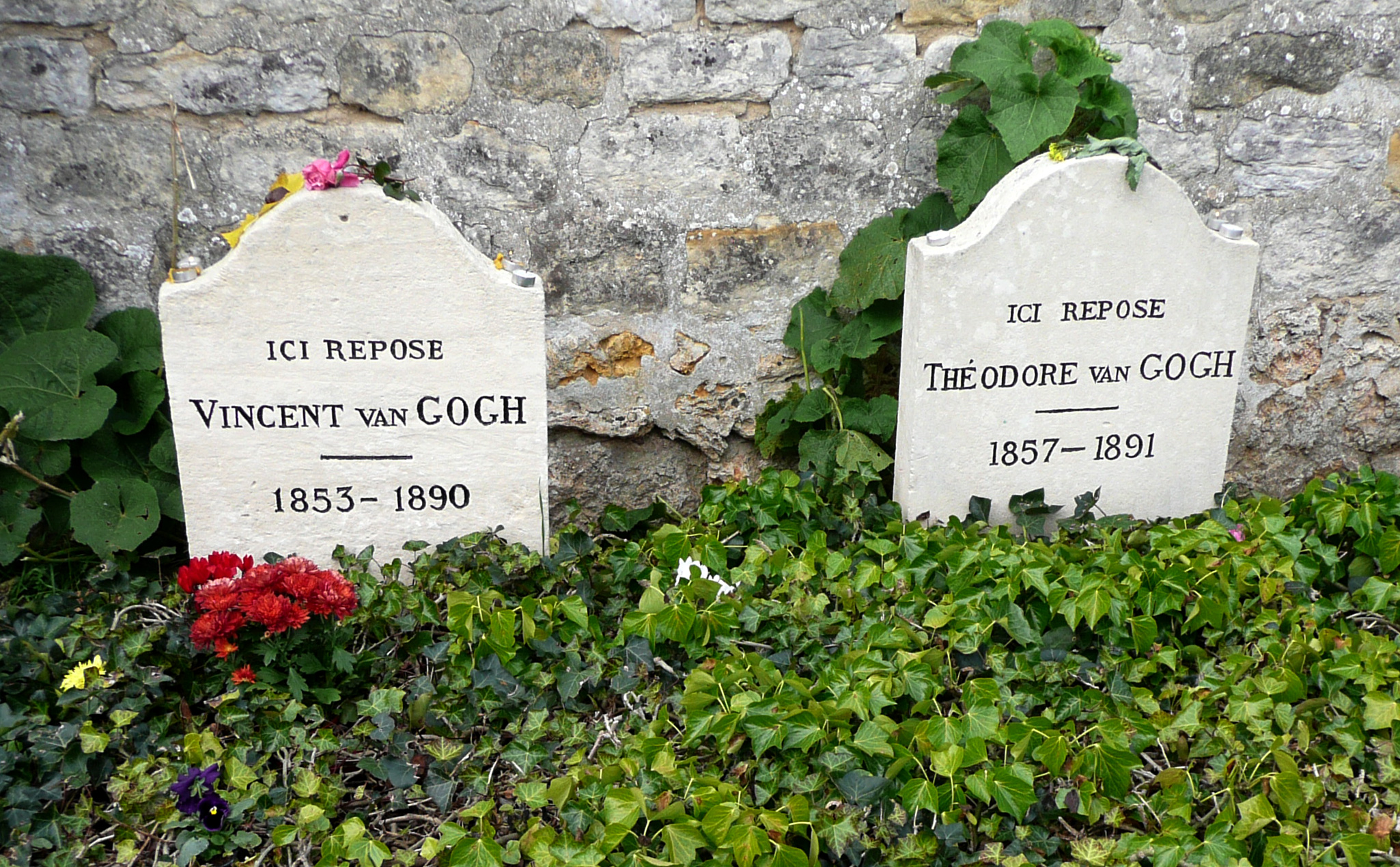
Túmulos de Vincent e Theo van Gogh no cemitério de Auvers-sur-Oise

Van Gogh foi enterrado no dia seguinte no cemitério municipal de Auvers-sur-Oise. O funeral teve a presença de Theo van Gogh, Andries Bonger, Charles Laval, Lucien Pissarro, Émile Bernard, Julien Tanguy e Paul Gachet, além de uns vinte familiares e habitantes locais. Theo já estava doente e sua saúde começou a piorar ainda mais após a morte do irmão. Ele ficou fraco e incapaz de lidar com a ausência de Van Gogh, morrendo em 25 de janeiro de 1891 em Den Dolder e sendo originalmente enterrado em Utreque. Sua viúva Johanna fez o corpo de Theo ser exumado em 1914 e reenterrado ao lado de Van Gogh.
Há debates sobre a natureza da doença de Van Gogh e os efeitos sobre seu trabalho, com muitos diagnósticos retrospectivos tendo sido propostos. O consenso é que ele tinha uma condição psicológica com períodos de normalidade. Isabella H. Perry foi a primeira a sugerir o quadro de transtorno bipolar, com isto tendo sido apoiado pelos psiquiatras R. E. Hemphill e Dietrich Blumer. O bioquímico Wilfred Arnold contra-argumentou que os sintomas condizem mais com porfiria aguda intermitente, dizendo que a ligação popular entre transtorno bipolar e criatividade é falsa. Epilepsia no lobo temporal com ataques de depressão também foi sugerida. Independente do diagnóstico, sua condição provavelmente foi agravada por sua má nutrição, excesso de trabalho, insônia e bebedeiras.

#### A hipótese de Naifeh e Smith: homicídio
Em 2011, os escritores Steven Naifeh e Gregory White Smith publicaram uma alentada biografia, Van Gogh: The Life, na qual desafiaram o relato convencional da morte do artista. No livro, Naifeh e Smith argumentam ser improvável que van Gogh tenha se matado, observando a disposição otimista das pinturas que ele criara imediatamente antes de sua morte; além disso, em correspondência particular, van Gogh descreveu o suicídio como pecaminoso e imoral. Os autores também questionam como van Gogh poderia ter percorrido a distância de  aproximadamente 2 km, entre o campo de trigo e a pousada, depois de sofrer o ferimento fatal no estômago, e mais: como van Gogh poderia ter obtido uma arma apesar de seus conhecidos problemas de saúde mental e por que o equipamento de pintura do pintor nunca foi encontrado pela polícia.
Naifeh e Smith desenvolveram uma hipótese alternativa segundo a qual van Gogh não teria cometido suicídio, mas teria sido vítima de homicídio acidental ou de uma brincadeira de mau gosto. Naifeh e Smith obervam que a bala entrou no abdômen de van Gogh em um ângulo oblíquo, não em linha reta, como seria de se esperar num caso de suicídio. Segundo os biógrafos, van Gogh conhecia os rapazes que teriam atirado nele (um dos quais tinha o hábito de usar um traje de caubói) e tinha ido beber com eles. Nas palavras de Naifeh: "Portanto, temos dois adolescentes com uma arma com defeito, um garoto que gosta de brincar de caubói e três pessoas que provavelmente beberam demais". Naifeh concluiu que um "homicídio acidental" teria sido "muito mais provável".  Os autores afirmam que o historiador de arte John Rewald visitou Auvers na década de 1930 e registrou a versão dos eventos que é amplamente aceita. Os autores postulam que, depois de ter sido fatalmente ferido, van Gogh acolheu a morte e acreditou que os rapazes haviam lhe feito um favor, daí seu comentário, frequentemente citado, no leito de morte: "Não acusem ninguém... eu é que queria me matar".
Em 16 de outubro de 2011, um episódio do noticiário televisivo 60 Minutes levou ao ar uma reportagem explorando a alegação da biografia de Naifeh e Smith. Especialistas em van Gogh deram algum crédito à teoria, citando uma entrevista com o empresário francês René Secrétan, gravada em 1956, na qual ele admitiu que atormentava o artista - mas não a ponto de ter atirado nele. Outros, entretanto, receberam esse novo relato biográfico com certo ceticismo. 
Em 2014, a pedido de Smith e Naifeh, o médico legista Vincent Di Maio analisou as evidências forenses sobre o tiro de van Gogh. Di Maio observou que, para atirar em si mesmo no lado esquerdo do abdômen, o pintor teria que ter segurado a arma em um ângulo muito estranho e que haveria queimaduras de pólvora negra em suas mãos, além de tatuagens e outras marcas na pele ao redor do ferimento, nenhuma das quais foi observada no relatório da época. Di Maio concluiu:
 "É minha opinião que, com toda a probabilidade médica, o ferimento sofrido por van Gogh não foi autoinfligido. Em outras palavras, ele não atirou em si mesmo".
O filme Loving Vincent, de 2017, baseou-se fortemente na teoria de Smith e Naifeh; esse também é o relato apresentado no filme At Eternity's Gate, de 2018.

## Estilo e trabalho

### Desenvolvimento artístico

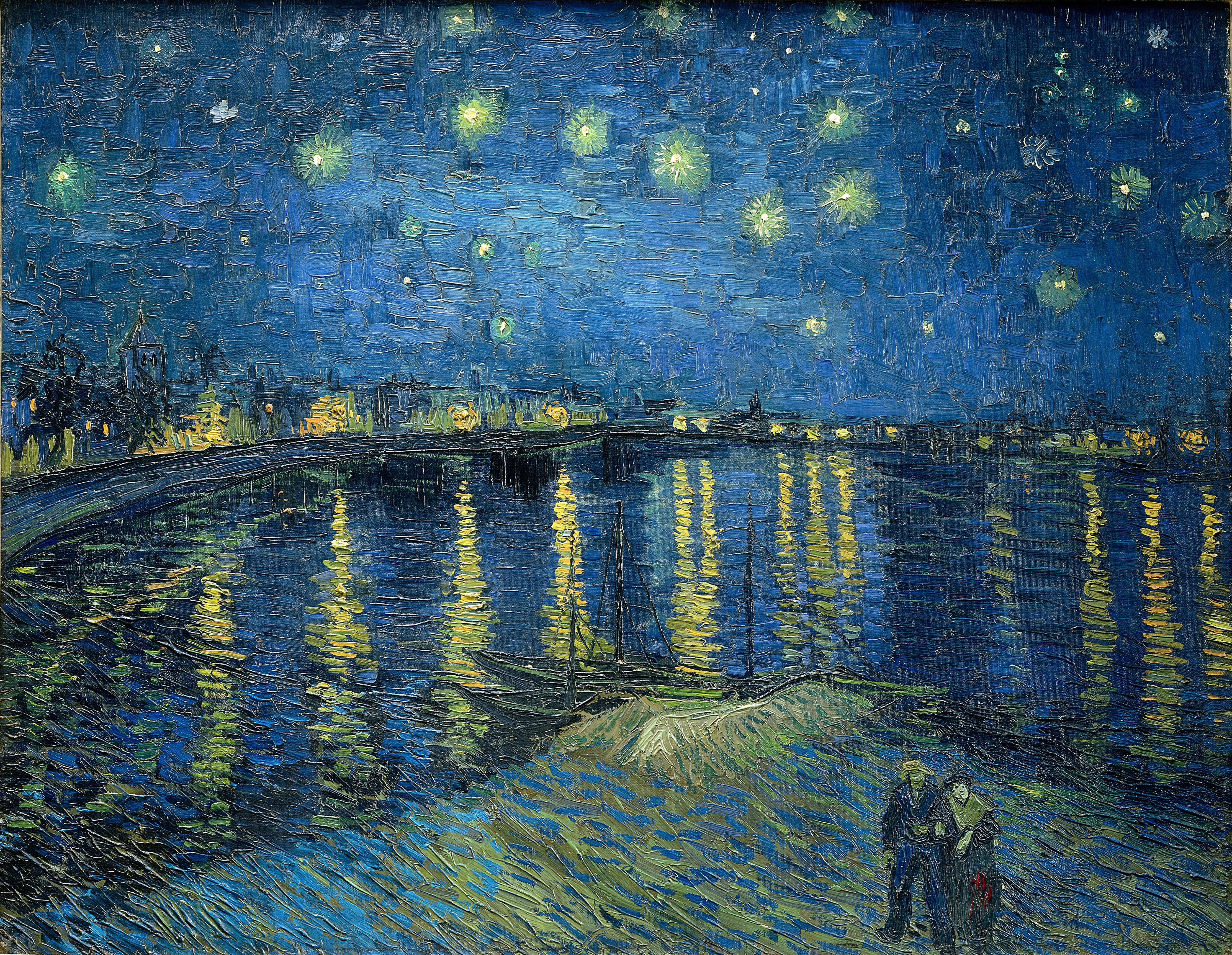
Noite Estrelada Sobre o Ródano, 1888

Van Gogh pintou aquarelas na escola, porém apenas alguns exemplos sobreviveram ao tempo e sua autoria já foi questionada. Quando ele decidiu dedicar-se à pintura na fase adulta, Van Gogh começou no nível elementar. Seu tio Cornelis Marinus, dono de uma conhecida galeria de arte contemporânea em Amsterdã, pediu no início de 1882 por desenhos de Haia. O trabalho de Van Gogh não alcançou as expectativas. Marinus ofereceu uma nova comissão, especificando em detalhes o que desejava, porém novamente ficou decepcionado com o resultado. Van Gogh perseverou, experimentando com luzes em seu estúdio ao usar várias persianas e diferentes materiais. Ele trabalhou com figuras únicas por mais de um ano, estudos em preto e branco altamente elaborados, que na época apenas geraram críticas. Depois essas obras acabaram sendo consideradas primeiras obras-primas.
Theo deu dinheiro ao irmão em agosto de 1882 para que este pudesse comprar materiais a fim de trabalhar ao ar livre. Van Gogh escreveu que agora podia "ir pintar com novo vigor". Ele trabalhou em diversas composições a partir do começo de 1883, fazendo com que algumas fossem fotografadas, porém as destruiu e voltou para a pintura a óleo depois de Theo ter dito que elas careciam de frescor e vida. Van Gogh virou-se para artistas renomados como Jan Hendrik Weissenbruch e Bernard Blommers da Escola de Haia, recebendo conselhos técnicos deles, além de outros pintores como Théophile de Bock e Herman Johannes van der Weele, ambos artistas da segunda geração da Escola de Haia. Ele começou várias pinturas grandes ao mudar-se para Nuenen depois de seu período em Drente, porém destruiu a maioria. Os Comedores de Batata e suas peças acompanhantes são as únicas que sobreviveram. Van Gogh visitou o Museu Nacional e escreveu da sua admiração pelas pinceladas rápidas e econômicas dos mestres holandeses, especialmente Rembrandt e Frans Hals. Ele tinha consciência que muitas das suas falhas deviam à falta de experiência e conhecimentos técnicos, assim viajou em novembro de 1885 para a Antuérpia e depois para Paris com o objetivo de desenvolver suas habilidades.

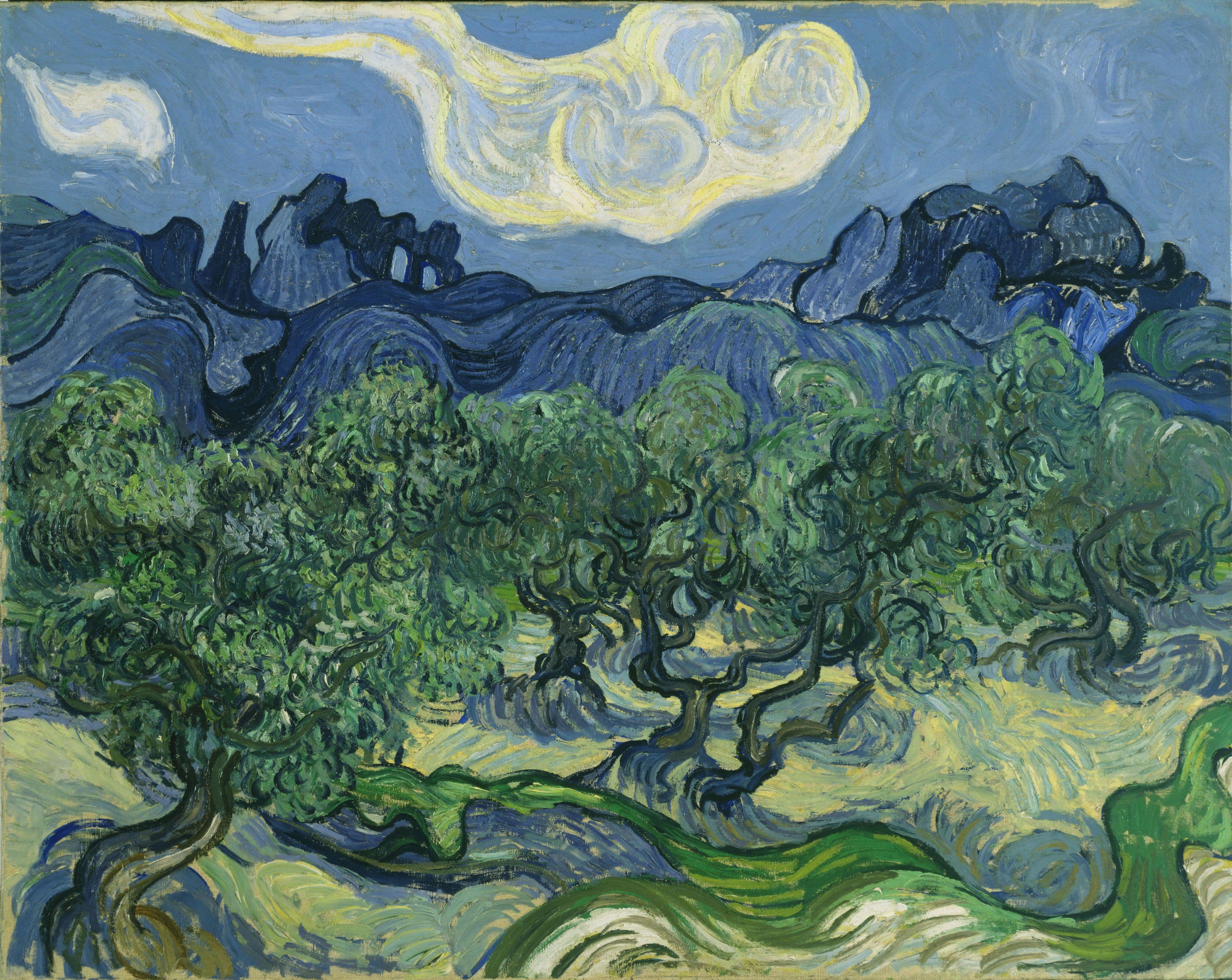
Oliveiras com Alpilles ao Fundo, 1889

Theo criticou Os Comedores de Batata por sua paleta sombria, achando que era inadequada para um estilo moderno. Van Gogh tentou aprimorar uma paleta mais colorida durante sua estadia em Paris entre 1886 e 1887. Seu Retrato de Père Tanguy mostra seu sucesso na nova paleta, sendo evidência de seu estilo pessoal em evolução. O tratado de Charles Blanc sobre cores muito lhe interessou, levando-o a trabalhar com cores complementares. Ele passou a acreditar que os efeitos das cores iam além do descritivo, dizendo: "cores expressam algo por si próprias". Hughes comentou que Van Gogh enxergava as cores como um "peso psicológico e moral", exemplificado pelos vermelhos e verdes espalhafatosos de O Café à Noite, uma obra em que ele desejava "expressar as terríveis paixões da humanidade". O amarelo era sua cor mais importante pois simbolizava a verdade emocional. Ele usava amarelo como um símbolo de luz do sol, vida e Deus.
Van Gogh procurou ser um pintor da natureza e da vida rural, usando sua nova paleta durante seu primeiro verão em Arles a fim de pintar paisagens e a vida rural tradicional. Sua crença na existência de um poder por trás do natural o levou a tentar capturar uma sensação desse poder ou a essência da natureza, algumas vezes por meio do uso de símbolos. Suas representações do semeador, inicialmente copiadas de Jean-François Millet, refletem as crenças religiosas de Van Gogh: o semeador é Cristo semeando a vida sob o sol escaldante. Estes eram temas e motivos condutores que ele frequentemente revisitou e retrabalhou. Suas pinturas de flores eram repletas de simbolismos, porém criou uma própria iconografia em vez de empregar a cristã, onde a vida é vivida sob o sol e o trabalho é uma alegoria da vida. Ele ganhou confiança em Arles após pintar as flores da primavera e aprender a representar a luz do sol, estando pronto para pintar O Semeador.

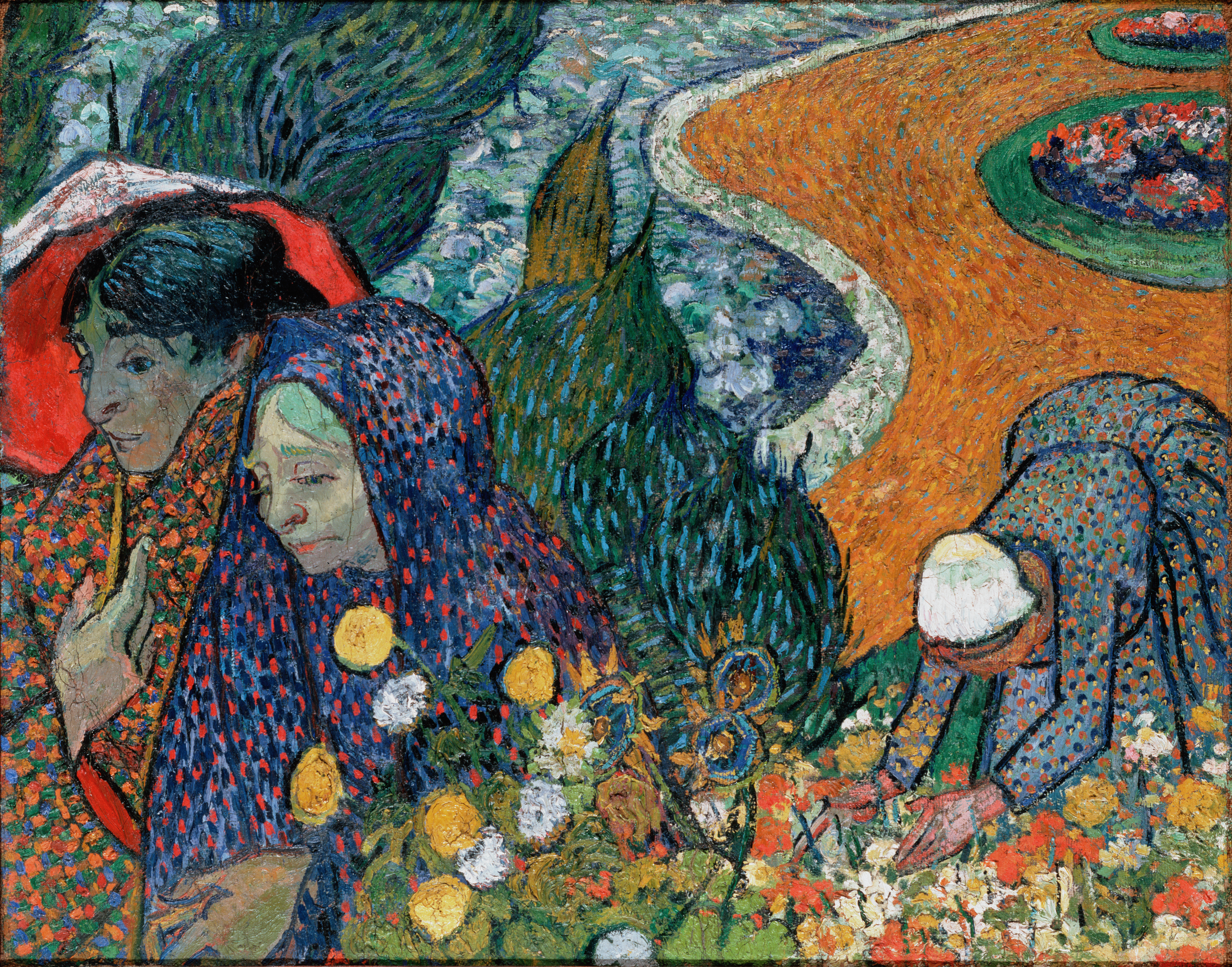
Memória do Jardim em Etten (Senhoras de Arles), 1888

Van Gogh permaneceu dentro do que chamava de "disfarce da realidade", sendo um crítico de trabalhos excessivamente estilizados. Ele escreveu posteriormente que a abstração de A Noite Estrelada tinha passado do limite e que a realidade tinha "ficado muito ao fundo". Hughes descreve essa obra como um momento de extremo êxtase visionário: as estrelas em um grande turbilhão lembram A Grande Onda de Hokusai, enquanto o movimento no céu é refletido pelo movimento do cipreste e a visão do pintor é "traduzida em um consistente e enfático plasma de pintura".
Van Gogh parece ter tentado de 1885 até a sua morte em 1890 criar um oeuvre, uma coleção que materializava sua visão pessoal e com a qual poderia obter sucesso comercial. Ele foi influenciado pela definição de estilo de Blanc, em que a verdadeira pintura requer ótimo uso de cor, perspectiva e pincelada. Ele usou o termo "proposital" para categorizar as pinturas que pensou ter criado com perfeição, em oposição àquelas que classificava como estudos. Van Gogh produziu muitas séries de estudos, a maioria das quais naturezas-mortas, muitas feitas como experimentos cromáticos ou usadas como presentes para amigos. Seu trabalho em Arles contribuiu consideravelmente para o oeuvre. As pinturas que ele considerava mais importantes eram O Semeador, Café à Noite, Memória do Jardim em Etten e A Noite Estrelada. Com suas largas pinceladas, perspectivas inventivas, cores, contornos e desenhos, essas obras representam o estilo que ele buscava.

### Principais séries

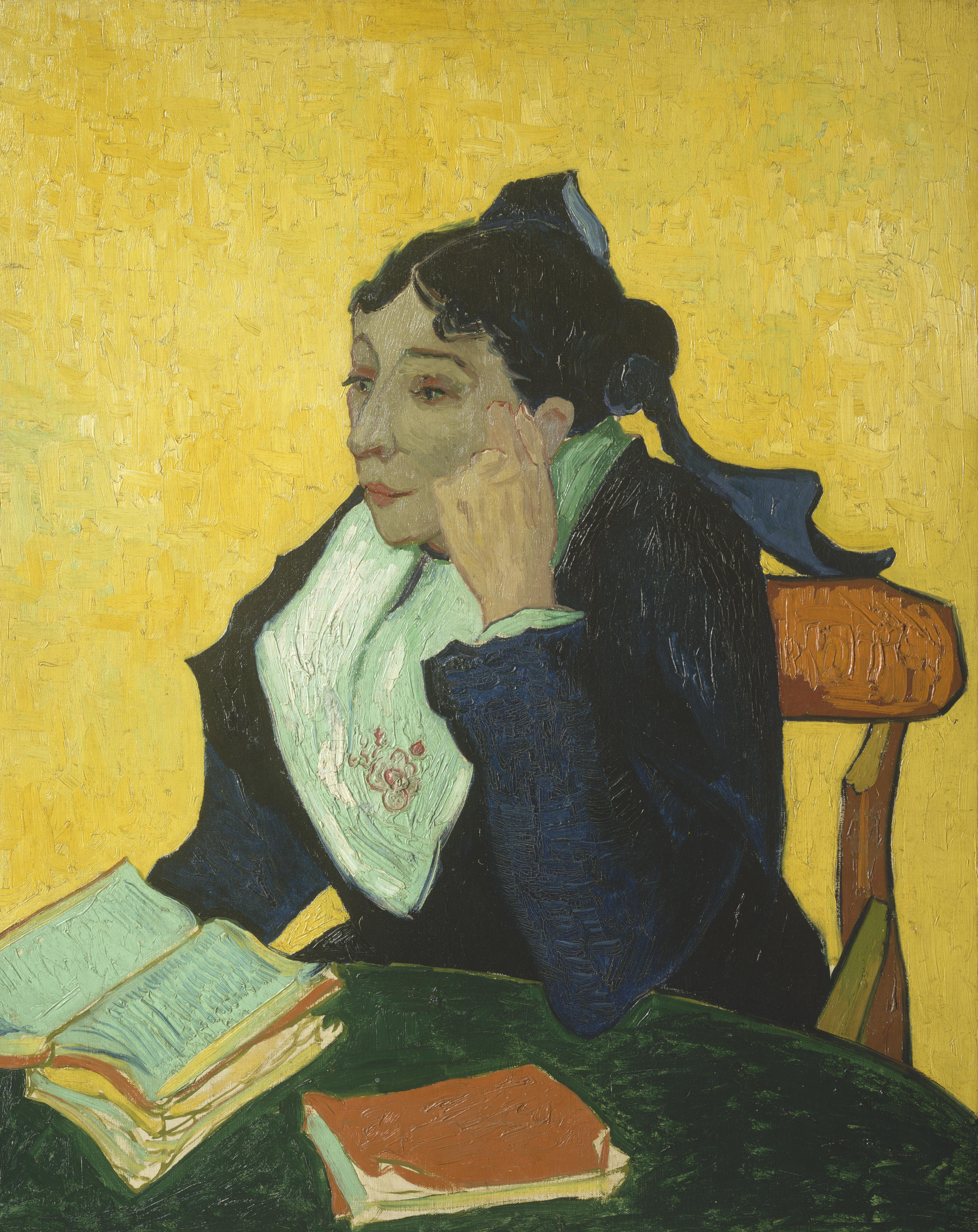
A Arlesiana: Madame Ginoux com Livros, novembro de 1888

O desenvolvimento do estilo de Van Gogh é usualmente associado aos períodos em que morou em diferentes cidades dos Países Baixos, Bélgica e França. Ele procurava entender a cultura local e as condições de luz dos lugares onde morava, embora mantivesse uma perspectiva visual própria durante essas mudanças. Sua evolução como artista foi lenta, uma vez que tinha consciência de suas limitações como pintor. Ele mudava muitas vezes de um lugar para outro talvez procurando novos estímulos visuais, desenvolvendo sua habilidade técnica por meio dessas exposições a novos ambientes. A historiadora de arte Melissa McQuillan acredita que as mudanças de domicílio refletem também as últimas transformações de seu estilo, com Van Gogh se mudando para evitar conflito, como um mecanismo de enfrentamento para quando o artista idealista se deparasse com a realidade da sua então atual condição.

#### Retratos
Foi com os retratos que Van Gogh teve sua maior oportunidade de ganhar dinheiro. Ele dizia que esses trabalhos eram "a única coisa na pintura que me motiva profundamente e que me dá um sentimento de infinitude". Ele confessou à irmã o desejo de pintar retratos que perdurassem, relatando também que tentava capturar a emoção e a personalidade da pessoa por meio da cor em vez de buscar um realismo fotográfico. Seus entes mais próximos estão quase ausentes do seu conjunto de obras retratistas; por exemplo, Theo, Bernard e Anthon van Rappard raramente eram pintados. Os retratos de sua mãe eram sempre feitos a partir de fotografias.
Van Gogh pintou La Berceuse (Augustine Roulin) em dezembro de 1888, um retrato que considerou tão bom quanto as telas de girassóis. Essa obra apresenta uma paleta limitada, uma variedade de estilos de pincelada e contornos simples. A peça parece ser a principal de um conjunto de retratos produzido para a família Roulin em Arles entre novembro e dezembro. A série mostra uma mudança de estilo, das pinceladas fluidas e contidas e da superfície regular de Retrato do Carteiro Joseph Roulin ao traço frenético, superfície acidentada, largas pinceladas e uso de uma faca de paleta em Retrato de Madame Augustine Roulin e Bebê Marcelle.
| Retrato da Mãe do Artista, outubro de 1888 | Eugène Boch, ("O Poeta Contra um Céu Estrelado"), 1888 | Retrato do Carteiro Joseph Roulin, início de agosto de 1888 | La Berceuse (Augustine Roulin), 1889 |

#### Autorretratos

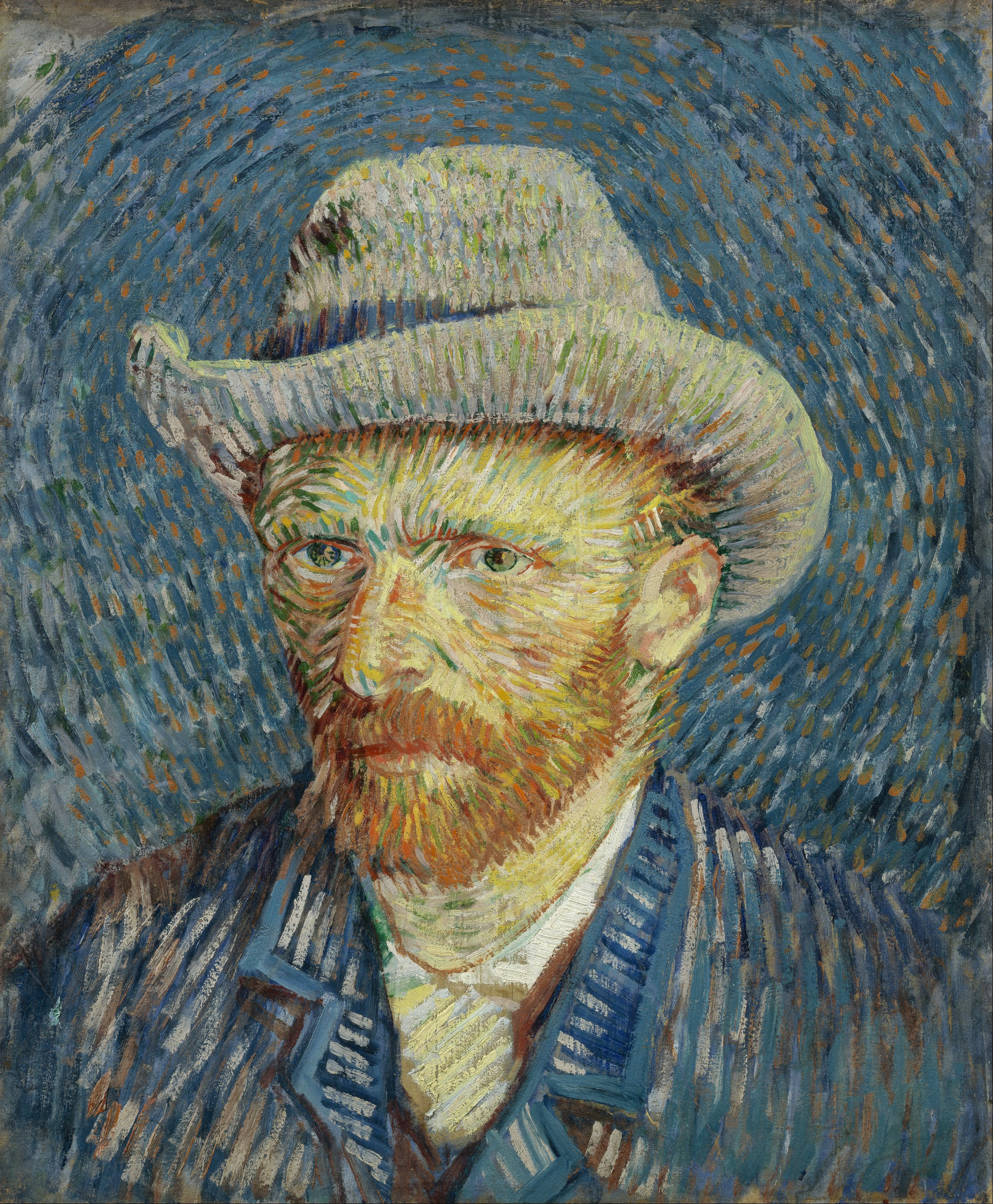
Autorretrato com Chapéu de Palha, inverno de 1887–88

Van Gogh criou mais de 43 autorretratos entre 1885 e 1889. Esses quadros costumavam ser finalizados em séries, como os pintados em Paris na metade de 1887, e continuaram a ser produzidos até pouco tempo antes da sua morte. Van Gogh geralmente concebia autorretratos como estudos durante períodos de introspecção, quando hesitava em socializar ou quando lhe faltavam modelos, não tendo outra alternativa que não fosse retratar si mesmo.
Os autorretratos de Van Gogh refletem um grau incomum de auto-escrutínio. Tais peças costumam marcar importantes períodos do seu desenvolvimento artístico, como por exemplo a série da metade de 1887 em Paris, pintada quando conheceu o trabalho de Claude Monet, Paul Cezanne e Signac. Autorretrato com Chapéu de Palha mostra manchas de tinta pesadas que espalham-se pela tela de dentro para fora. Esse é um de seus autorretratos mais célebres, "com suas pinceladas organizadas e rítmicas e a auréola que deriva de repertório neoimpressionista, que o próprio Van Gogh chamava de 'tela proposital'".
Tais trabalhos contém uma grande variedade de representações fisionômicas. A saúde física e mental de Van Gogh é usualmente aparente, por vezes retratando-se com aparência descuidada, despenteado, barba desleixada ou por fazer, olheiras, mandíbula fraca ou sem dentes. Em algumas das telas ele está com lábios volumosos, rosto alongado, crânio proeminente e demarcado, características alertas. Van Gogh costumava se apresentar nessas obras com os cabelos em usual vermelho ou então grisalho.
As obras possuem variedade em intensidade e cor. As cores vívidas realçam a palidez abatida da sua pele, especialmente naquelas pintadas depois de dezembro de 1888. Van Gogh raramente dirige o olhar ao observador. Algumas o apresentam com barba e outras sem. Van Gogh pode ser visto com curativos em retratos produzidos logo após a automutilação na orelha. Em poucas telas ele se projetava na figura de um pintor. Ele representou-se pintando o lado direito da cabeça nos autorretratos produzidos em Saint-Rémy, oposto ao da orelha mutilada, uma vez que pintava sua imagem refletida no espelho.
| Autorretrato com Cachimbo, 1886 | Autorretrato Dedicado a Gauguin, 1888 | Autorretrato, agosto de 1889 | Autorretrato, setembro de 1889 | Autorretrato Sem Barba, c. setembro de 1889 |

#### Flores

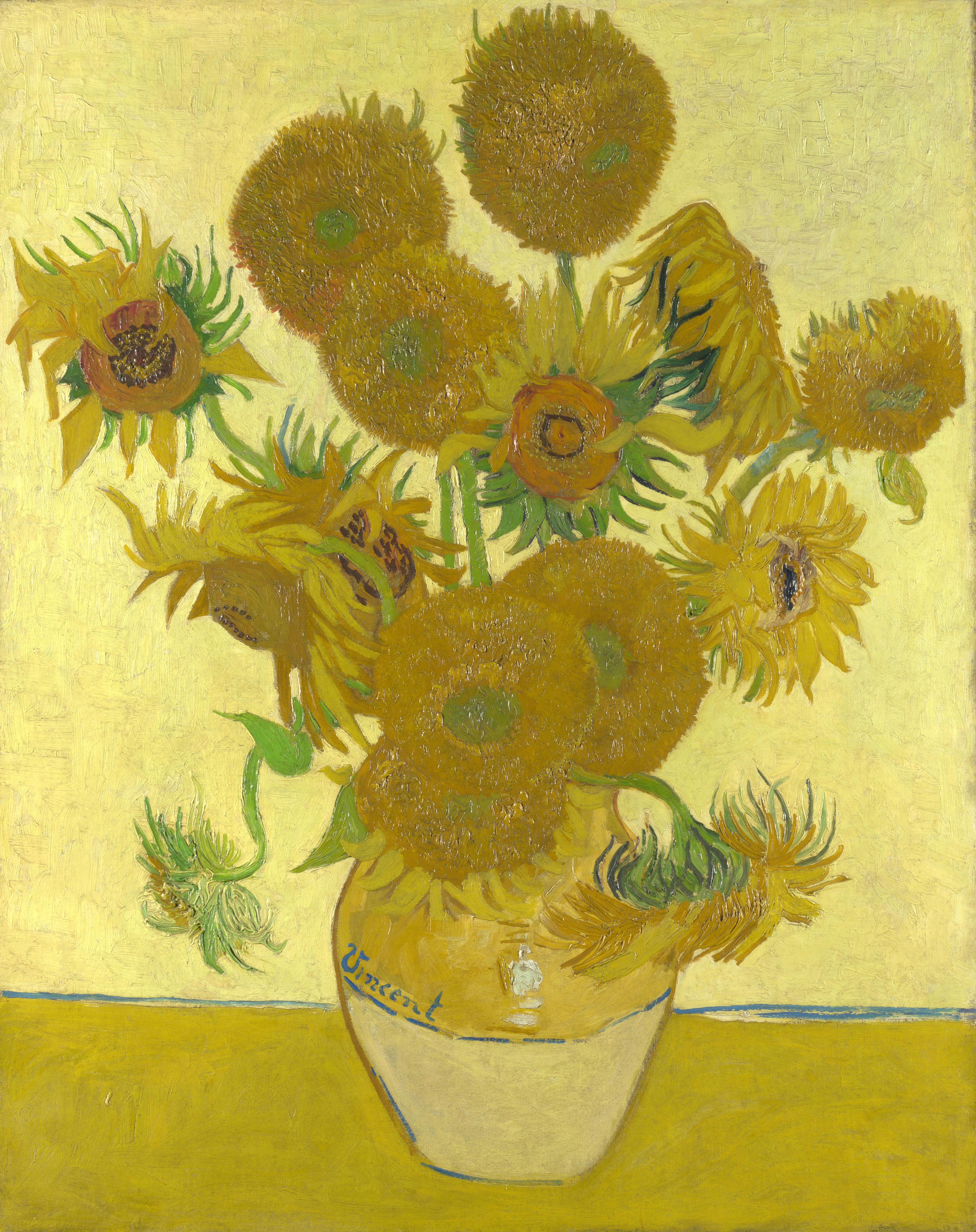
Natureza-Morta: Vaso com Quinze Girassóis, agosto de 1888

Van Gogh pintou muitas paisagens floridas com rosas, lilases, lírios e girassóis. Algumas refletem seu interesse na linguagem cromática e no ukiyo-e. Ele criou duas séries de girassóis morrendo. A primeira foi pintada em 1887 em Paris e exibe as flores repousadas no solo. A segunda foi concluída no ano seguinte em Arles, retratando buquês em vaso, dispostos à luz da alvorada. Ambas foram concebidas com o uso de impasto, o que evoca a "textura de cabeças de girassol recheadas de sementes" de acordo com a Galeria Nacional de Londres.
Van Gogh nessas séries não estava interessado em preencher suas pinturas com subjetividade e emoção. Os dois conjuntos foram criados para que pudesse exibir sua habilidade técnica e método de trabalho a Gauguin, que estava para visitá-lo. Os quadros de 1888 foram pintados em um período de raro otimismo, sobre o qual Van Gogh escreveu para Theo em agosto de 1888 dizendo: "Estou pintando com o entusiasmo de um marselhês a comer bouillabaisse, o que não lhe surpreenderá por ser este o caso de pintar grandes girassóis ... Se eu executar mesmo esse plano, haverá uma dúzia de telas. O conjunto será então uma sinfonia de azul e amarelo. Eu trabalho nisso todas as manhãs, a partir do nascer do sol. Pois as flores murcham rapidamente e é uma questão de fazer tudo de uma vez".
Os girassóis foram pintados para servirem de decoração em antecipação para visita de Gauguin, tendo sido dispostas individualmente pelo quarto de hóspedes da Casa Amarela em Arles. O visitante ficou bastante impressionado com o trabalho e posteriormente adquiriu duas das versões de Paris. Van Gogh imaginou após a partida de Gauguin duas versões principais de retratos de girassol como pinturas laterais do Tríptico Berceuse, as quais viriam a ser incluídas na exibição Les XX em Bruxelas. As peças principais dessa série atualmente estão entre suas obras mais conhecidas e aclamadas, especialmente pela conotação doentia da coloração amarela usada, a conexão desses trabalhos com a Casa Amarela, o caráter expressionista das pinceladas e o contraste das figuras com os usuais fundos de cor mais escura.
| Natureza-Morta: Vazo com Doze Girassóis, agosto de 1888 | Lírios, 1889 | Amendoeira em Flor, 1890 | Vaso com Lírios Contra um Fundo Amarelo, maio de 1890 | Natureza-Morta: Rosas em um Vaso, 1890 |

#### Ciprestes

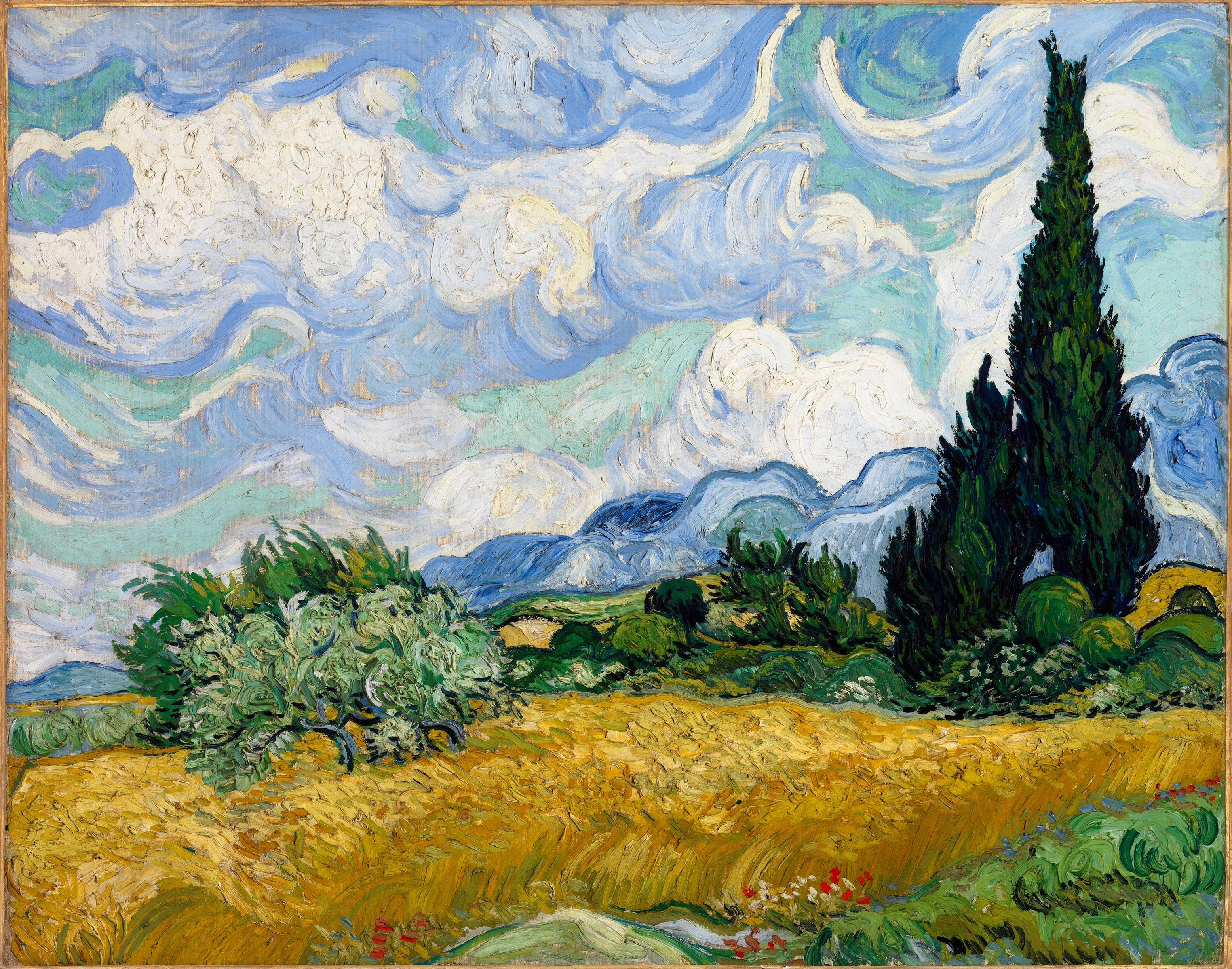
Campo de Trigo com Ciprestes, 1889

Van Gogh pintou quinze quadros retratando ciprestes, um tipo de árvore que despertou-lhe fascínio em Arles. Ele deu vida a essas árvores, que eram vistas tradicionalmente como símbolos da morte; ele as pintava à distância, como se fossem quebra-ventos nos campos. Van Gogh procurou representá-las em primeiro plano enquanto esteve em Saint-Rémy. Ele escreveu para Theo em maio de 1889 que "Ciprestes ainda me preocupam. Eu gostaria de fazer algo com elas semelhante ao que fazia nas minhas telas de girassóis"; declarando então: "Elas são belas em linha e proporção como um obelisco egípcio".
Van Gogh pintou na metade de 1889 várias versões menores de Campo de Trigo com Ciprestes, atendendo um pedido de sua irmã Wil. Tais trabalhos são caracterizados por redemoinhos de traço e denso impasto. Inclui-se nesse conjunto A Noite Estrelada, na qual um cipreste domina o primeiro plano.
Outros trabalhos desse período incluem Oliveiras com Alpilles ao Fundo (sobre a qual Van Gogh escreveu em carta para o irmão: "Ao menos eu tenho uma [pintura de] paisagem com oliveiras"), Ciprestes, Ciprestes com Duas Figuras e Estrada com Cipreste e Estrela. Van Gogh gastava seu tempo no hospício de Saint-Rémy fora do prédio, pintando as árvores dos olivais. Nessas obras, a vida natural é apresentada como nodosa, como sendo uma personificação do mundo natural, estando no entendimento de Hughes preenchidas por um "contínuo campo de energia do qual a natureza é uma manifestação".
|                                                                                              |                                 |                                               | Cypresses, 1889 |
| -------------------------------------------------------------------------------------------- | ------------------------------- | --------------------------------------------- | --------------- |
| Ciprestes na Noite Estrelada, uma gravura de cálamo feita depois da célebre pintura, em 1889 | Ciprestes e Duas Mulheres, 1890 | Estrada com Ciprestes e Estrela, maio de 1890 | Ciprestes, 1889 |

#### Pomares

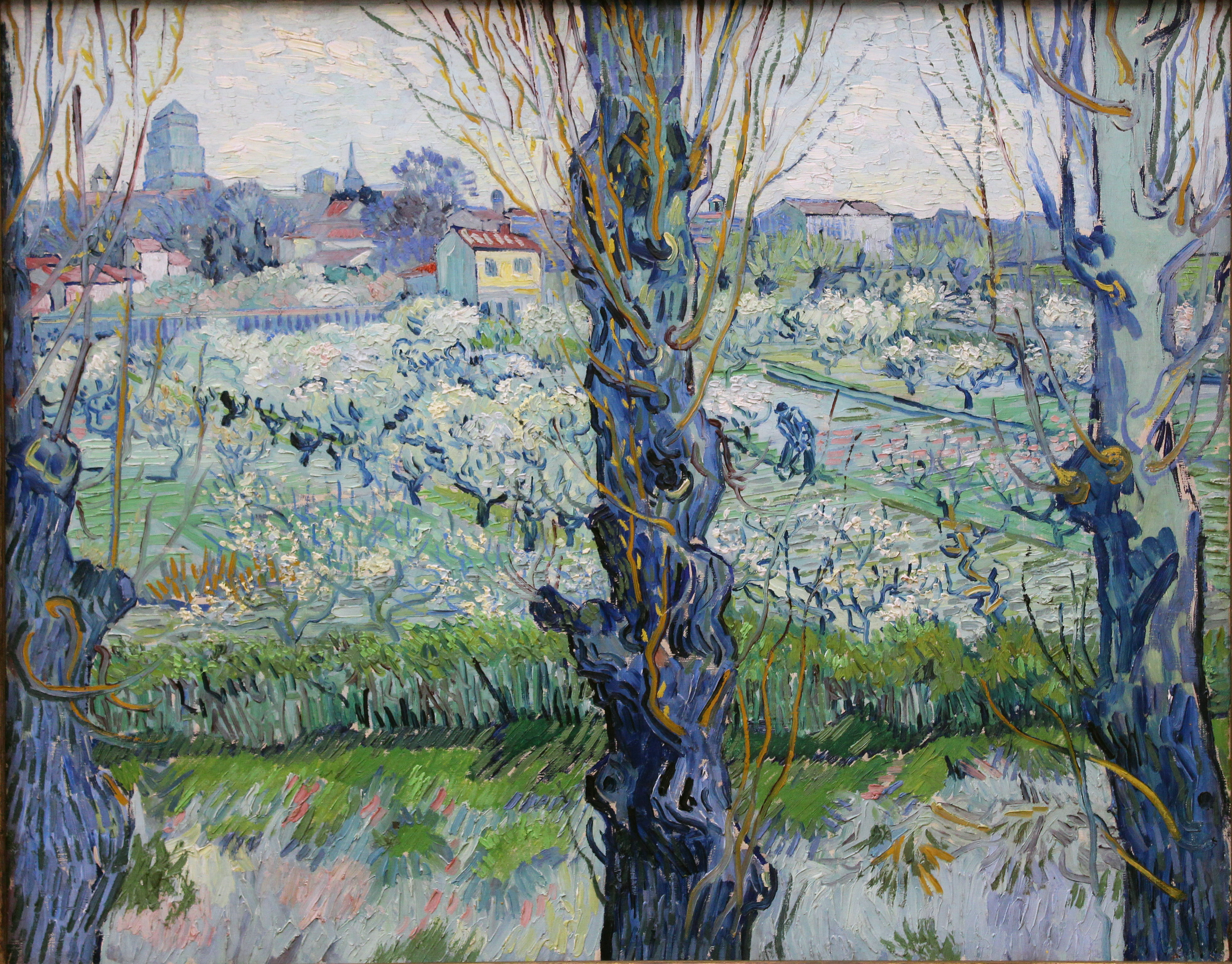
Vista de Arles, Pomar em Flor, 1889

Os Pomares Floridos ou Pomares Florescendo estão entre os primeiros conjuntos temáticos concluídos após a chegada de Van Gogh a Arles em fevereiro de 1888. As quatorze telas da série são otimistas, alegres e visualmente expressivas sobre a iminente primavera. Os quadros são delicadamente sensitivos e sem representação humana. Van Gogh pintou a série rapidamente e um forte senso de estilo pessoal começou a surgir durante esse período, embora tenha trabalhado uma espécie de impressionismo nessas obras. A transitoriedade das árvores florescidas e a passagem da estação pareceram se alinhar com seu senso de impermanência e crença em um novo começo em Arles. Van Gogh encontrou "um mundo de motivos que não poderia ser mais japonês" durante a floração das árvores naquela primavera. Ele escreveu a Theo em 21 de abril de 1888 que tinha dez telas de pomares e "uma grande [pintura] de uma cerejeira, que eu estraguei".
Van Gogh dominou durante esse período o uso de luz ao subjugar as sombras e pintar árvores como se fossem a fonte de luz na cena, quase de um jeito sacro. Ele pintou no começo do ano seguinte um outro conjunto menor, resultando em obras como Vista de Arles, Pomar em Flor. Van Gogh ficou encantado pela paisagem e pela vegetação do sul da França e frequentemente visitava jardins de fazendas nos arredores de Arles. Sua paleta de cores iluminou-se de forma significativa na luz do clima mediterrânico.
| Pessegueiro Rosa Florido (Reminiscência de Mauve), 1888 | Pereira Florida, 1888 | O Pomar Rosa ou Pomar com Árvores de Alperce Floridas, 1888 | Vista de Artes com Árvores em Flor, 1889 |

#### Campos de trigo

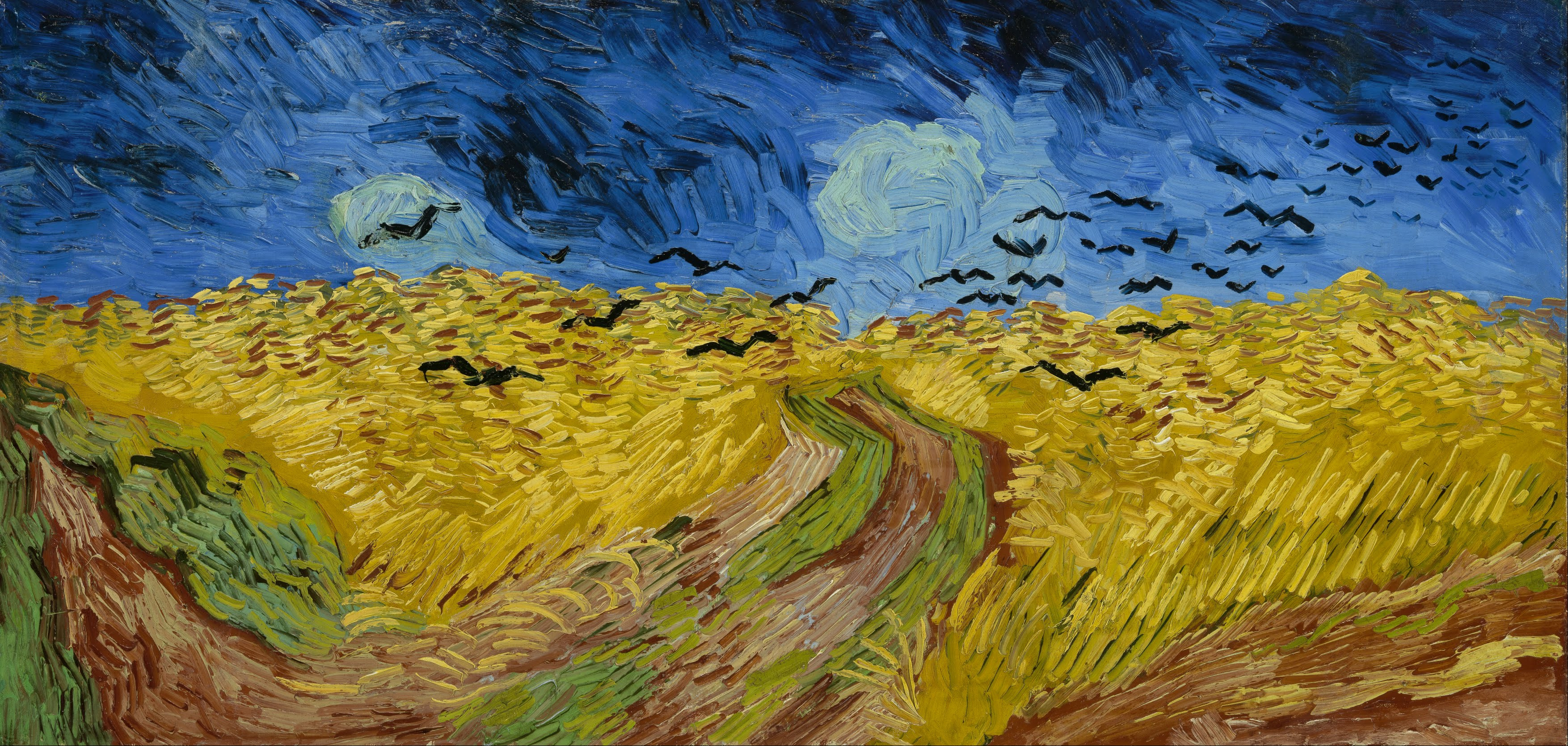
Trigal com Corvos, 1890

Van Gogh fez várias excursões artísticas para explorar paisagens nos arredores de Arles. Ele pintava colheitas, campos de trigo e outros marcos e peculiaridades da região como em O Velho Moinho de 1888, um bom exemplo de estrutura pitoresca em volta e para além dessas áreas. Van Gogh pintava em vários pontos das viagens as vistas que tinha das janelas dos estabelecimentos em que se hospedava, como em Haia, Antuérpia e Paris. Esses trabalhos culminaram na série O Campo de Trigo, onde retratou a vista que tinha a partir de seus aposentos no hospício de Saint-Rémy.
Muitas dessas últimas pinturas são sombrias, mas essencialmente otimistas e refletiam seu desejo de reconquistar a lucidez e saúde mental. Alguns desses trabalhos finais denotam as preocupações mais profundas de Van Gogh. Ele escreveu em julho de 1890 que ficou absorto "na imensa planície contra as colinas, sem limites como o mar, de um delicado amarelo". Van Gogh ficou também encantado pelos campos de maio, quando as plantações de trigo estavam jovens e verdes. A tela Campo de Trigo em Auvers com Casa Branca exibe uma paleta de amarelos e azuis mais tímida, criando um sentimento de harmonia idílica.
Van Gogh escreveu para Theo por volta de 10 de julho de 1890 acerca de "vastos campos de trigo sob céus atormentados". O quadro Campo de Trigo com Corvos representa seu estado mental nos seus dias finais. Hulsker descreve este trabalho como uma "pintura cheia de desgraça, com um céu ameaçador e corvos de mau agouro". A paleta escura e as fortes pinceladas transmitem uma sensação de perigo e ameaça.
| Paisagem Montanhosa Por Trás de Saint-Rémy, 1889 | Chuva ou Campo de Trigo Fechado sob a Chuva, 1889 | Campo de Trigo em Auvers com Casa Branca, 1889 | Campo de Trigo Sob Nuvens de Tempestade, 1890 |

## Reputação

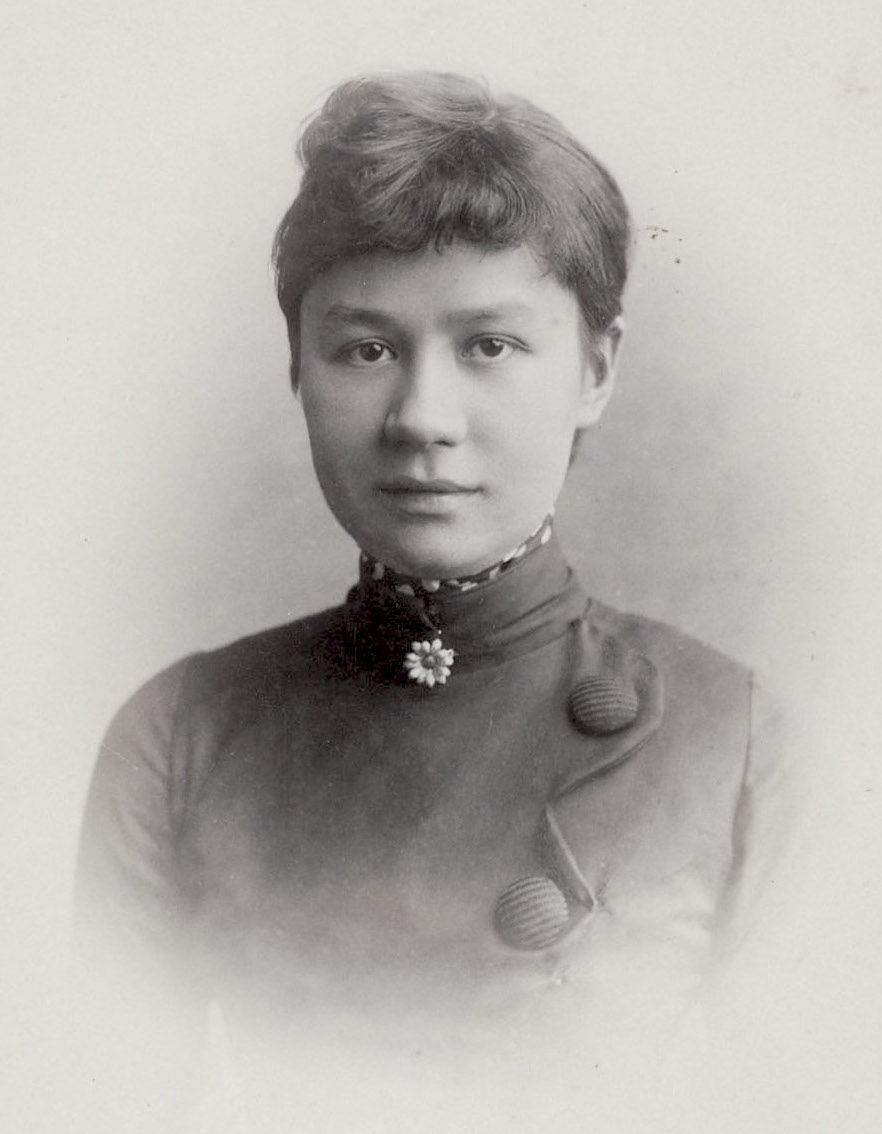
Johanna van Gogh-Bonger, 1889

A fama de Van Gogh passou a crescer de forma gradual entre artistas, críticos, comerciantes e colecionadores após as primeiras exibições de suas obras ao fim da década de 1880. André Antoine exibiu trabalhos do pintor em 1887 conjuntamente aos de Georges Seurat e Paul Signac no Teatro Livre de Paris. Alguns deles foram adquiridos por Julien Tanguy. Sua obra foi descrita em 1889 por Albert Aurier no jornal Le Moderniste Illustré como caracterizada por "chama, intensidade e luz do sol". Dez de seus quadros foram exibidos em janeiro de 1890 em Bruxelas pela Sociedade de Artistas Independentes.
Exibições memoriais foram realizadas em Bruxelas, Paris, Haia e Antuérpia após a morte de Van Gogh. Seu trabalho foi mostrado em várias exibições de renome, incluindo seis quadros na Les XX. Uma exibição de retrospectiva ocorreu em Bruxelas em 1891. Octave Mirbeau escreveu em 1892 que o suicídio do pintor fora uma "perda infinitamente triste para a arte ... mesmo a população não lotando no magnífico funeral, e o pobre Vincent van Gogh, cujo falecimento significa a extinção da bela chama de um gênio, tenha partido em meio à obscuridade e negligência experienciadas em vida".
Theo foi o mais influente e dedicado promotor do trabalho do irmão, porém morreu em janeiro de 1891. Johanna van Gogh-Bonger, sua viúva, era uma holandesa na casa dos vinte anos que não conhecia muito seu marido e cunhado, repentinamente vendo-se encarregada das centenas de pinturas, desenhos e cartas, além do seu filho recém-nascido Vincent Willem van Gogh. Gauguin não esteve disposto a oferecer ajuda na promoção do trabalho de Van Gogh, enquanto Andries Bonger, irmão de Johanna, parecia desinteressado. Aurier, um dos primeiros apoiadores de Van Gogh entre os críticos, morreu em 1892 aos 27 anos.

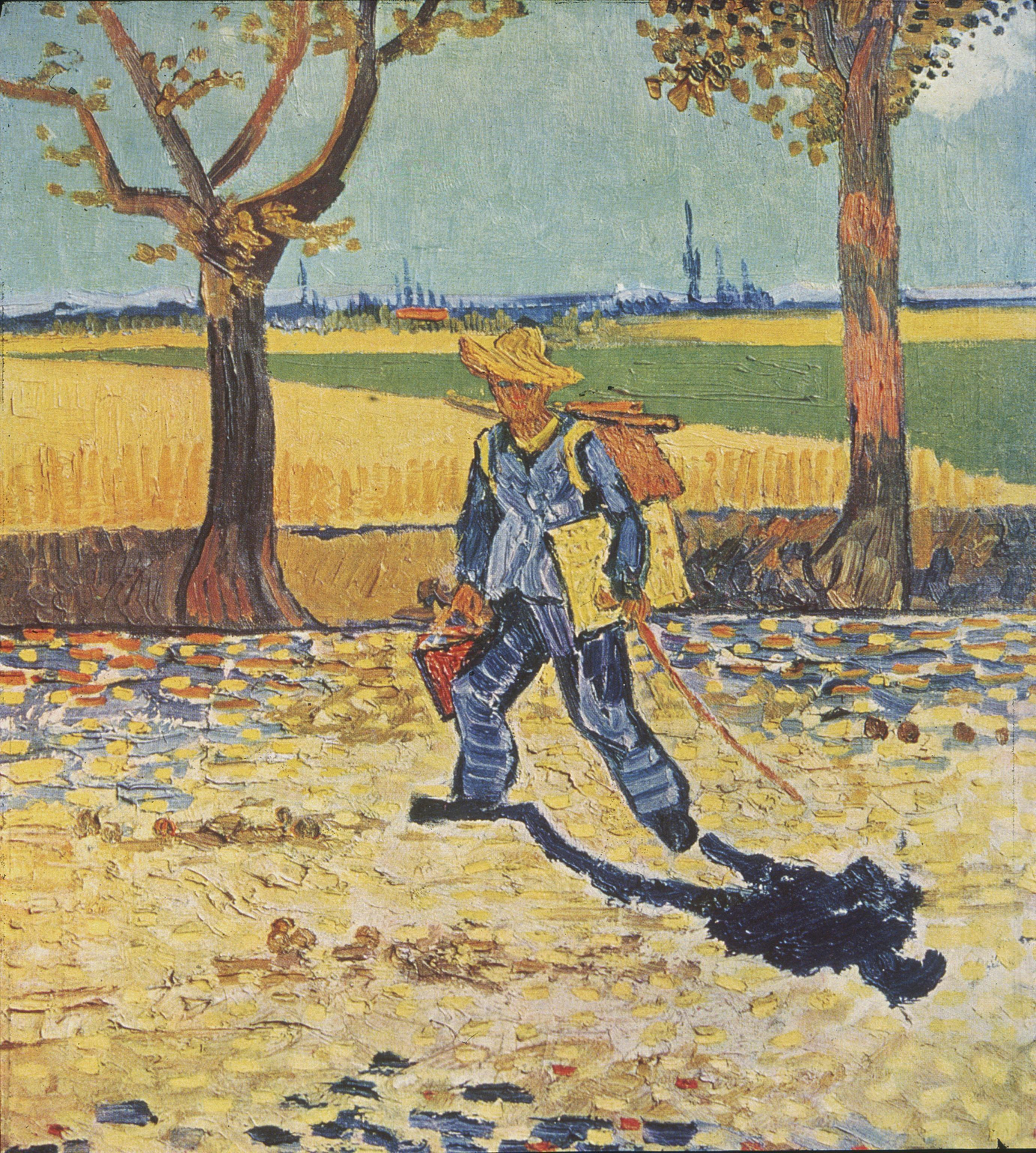
O Pintor na Estrada de Tarascon, agosto de 1888, pintura destruída por fogo durante a Segunda Guerra

Émile Bernard organizou em 1892 uma pequena mostra solo de pinturas de Van Gogh em Paris, enquanto Julien Tanguy exibiu quadros na sua propriedade junto com outros remetidos por Johanna para que ficasse aos seus cuidados. A Galeria Durand-Rue de Paris concordou em abril de 1894 em guardar em consignação dez pinturas do patrimônio de Van Gogh. O pintor fauvista Henri Matisse, então um estudante de arte desconhecido, visitou John Peter Russell em Belle Île em 1896. Russell tinha sido um amigo próximo de Van Gogh e apresentou Matisse ao trabalho do pintor holandês, presenteando-o ainda com um dos desenhos de Van Gogh. Influenciado por Van Gogh, Matisse trocou sua paleta de cores terrosas por uma de tons vivos.
Uma grande exposição retrospectiva foi realizada em 1901 em Paris na Galeria Bernheim-Jeune, que animou André Derain e Maurice de Vlaminck e contribuiu para a emergência do fauvismo. Importantes exibições ocorreram em 1912 juntamente aos trabalhos de artistas da Sonderbund de Colônia, além do Armory Show em 1913 em Nova Iorque e outra em Berlim em 1914. Henk Bremmer foi fundamental ensinando e falando sobre Van Gogh, tendo apresentado Helene Kröller-Müller à obra do pintor. Esta foi uma ávida colecionadora destes trabalhos. Pintores da fase inicial do expressionismo alemão como Emil Nolde reconheceram uma dívida a Van Gogh. Bremmer ajudou Jacob-Baart de la Faille, cujo catálogo L'Oeuvre de Vincent van Gogh foi divulgado em 1928.
A fama de Van Gogh alcançou seu primeiro pico na Áustria-Hungria e Alemanha antes da Primeira Guerra Mundial, ajudada pela publicação em 1914 de suas cartas em três volumes. Essas correspondências, onde Van Gogh se mostra expressivo e letrado, tem sido postas entre os mais importantes escritos de seu gênero do século XIX, dando início ao envolvente mito de Van Gogh como um intenso e dedicado pintor que sofria pela arte. O romancista Irving Stone publicou em 1934 uma narrativa sobre a vida de Van Gogh intitulada Lust for Life, tendo por base as cartas trocadas com Theo. Esse livro e o filme homônimo de 1956 elevaram ainda mais sua fama.
Francis Bacon tomou por base reproduções da tela O Pintor na Estrada de Tarascon para a elaboração em 1957 de uma série de pinturas. A obra original de Van Gogh havia sido destruída durante Segunda Guerra Mundial. Bacon buscou inspiração na imagem que descrevia como "assombrosa", considerando o pintor holandês um estranho alienado, definição esta que estava em sintonia com a visão que Bacon tinha de si. Ele identificava-se com as teorias de arte de Van Gogh e citou um trecho de uma carta enviada para Theo: "Pintores de verdade não pintam as coisas como elas são ... Eles pintam como sentem que são".

### Leilões
As obras de Van Gogh estão entre as mais caras do mundo. Entre as vendidas por mais que cem milhões de dólares estão Retrato do Dr. Gachet, Retrato de Joseph Roulin e Lírios. A versão de Campo de Trigo com Ciprestes do Museu Metropolitano de Arte foi adquirida em 1993 por 57 milhões. A Entrada de Alyscamps vendeu por 66,3 milhões em 2015, excedendo o estimado de quarenta milhões.
Em 2021, uma pintura de Van Gogh que retrata uma cena em uma rua de Paris pintada em 1887 enquanto ele morava com o irmão Theo, foi exibida ao público pela primeira vez, depois de passar mais de um século a portas fechadas na coleção particular de uma família francesa. A obra foi exibida pela casa de leilões Sotheby's em Amesterdã, Hong Kong e Paris, e leiloada em março de 2021, por 13 milhões de euros.
A obra, “Meules de blé” (“Fardos de Trigo”) de 1888, foi leiloada em novembro de 2021 pela Christie's, depois de mais de um século sem ser vista em público, 31 milhões de euros o valor mais alto de uma obra do artista.

### Museu Van Gogh

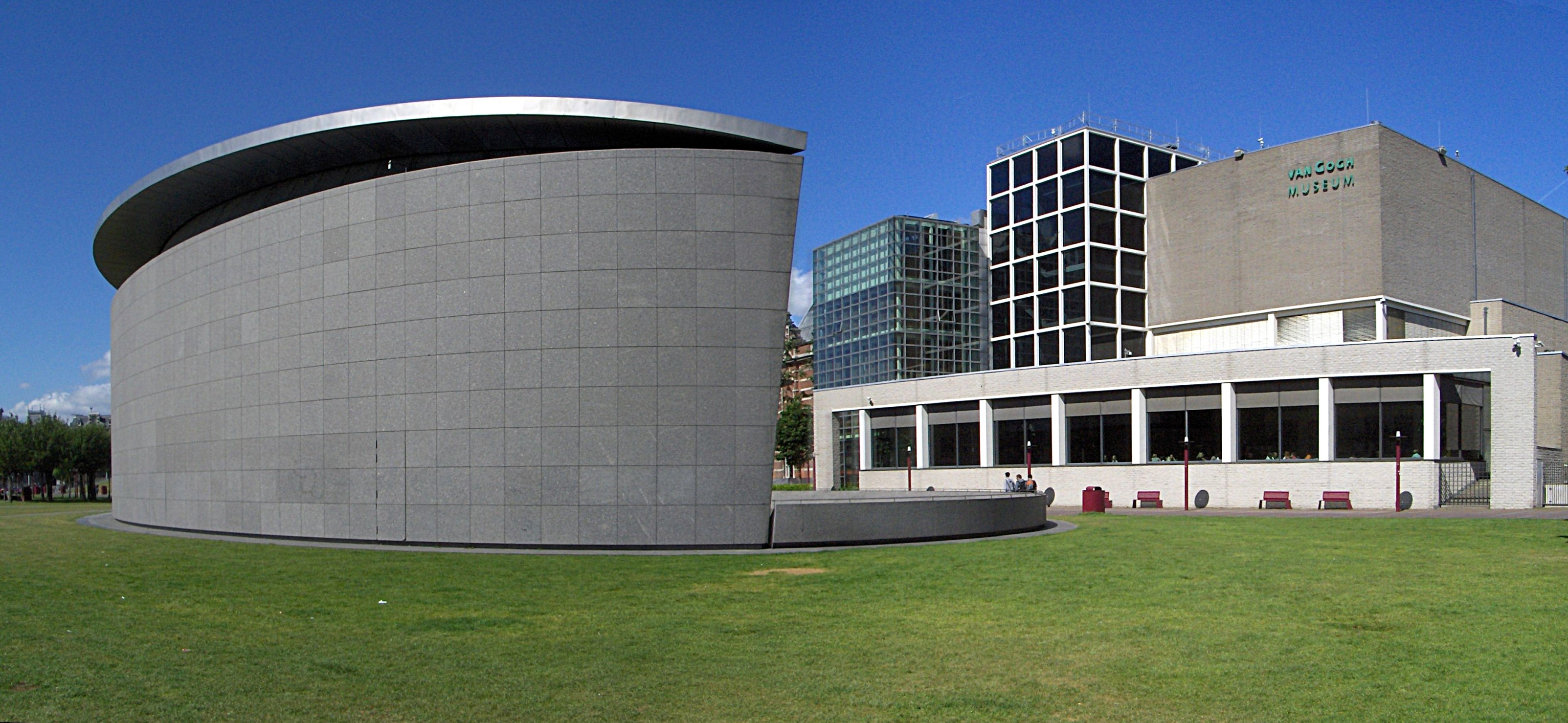
O Museu Van Gogh guarda a maior coleção das obras de Van Gogh de todo o mundo

Vincent Willem van Gogh, filho de Theo e Johanna e sobrinho de Van Gogh, herdou a propriedade das obras e cartas de Van Gogh após a morte de sua mãe em 1925. Ele providenciou no início da década de 1950 a publicação de uma edição completa de todas as cartas do tio em quatro volumes e traduzida para diversos idiomas. Posteriormente, negociou com o governo holandês subsídios para uma fundação, a partir da qual compraria peças na posse de terceiros e cuidaria do conjunto de obras de Van Gogh. Vincent Willen iniciou essa empreitada na esperança de que as obras pudessem ser exibidas nas melhores condições possíveis. O projeto teve início em 1963 com a contratação do arquiteto Gerrit Rietveld para a concepção do prédio da fundação; Kisho Kurokawa assumiu o comando em 1964 após a morte de Rietveld. O trabalho se estendeu pela década de 1960, com expectativa de inauguração sendo originalmente para 1972.
O Museu Van Gogh foi inaugurado em 1973 no espaço público Museumplein de Amsterdã. Ele tornou-se o segundo museu mais popular dos Países Baixos atrás do Museu Nacional e costuma receber regularmente mais de 1,5 milhão de visitas por ano. O museu alcançou em 2015 seu recorde de visitantes: cerca de 1,9 milhão, 85% dos quais vindos de outros países.
Em 2021, o museu relatou ter descoberto um esboço, até então desconhecido do público, de uma das pinturas de Van Gogh. É o esboço de "Worn out", de propriedade particular, quando o seu dono solicitou ao museu uma avaliação para comprovação da autoria. Depois de analisado, o museu confirmou a autenticidade.

## Arte saqueada pelos nazistas
Durante o período nazista (1933-1945), um grande número de obras de arte de Van Gogh mudou de mãos, muitas delas saqueadas de colecionadores judeus que foram forçados ao exílio ou assassinados. Algumas dessas obras desapareceram em coleções particulares. Outros desde então ressurgiram em museus, ou em leilões, ou foram recuperados, muitas vezes em processos judiciais de alto nível, por seus antigos proprietários. A German Lost Art Foundation ainda lista dezenas de van Goghs desaparecidos e a American Alliance of Museums lista 73 van Goghs no Portal da Internet de proveniência da era nazista.